# Unification allemande
Vous lisez un « bon article » labellisé en 2014.
Cet article concerne l'unification allemande de 1871. Pour la réunification des deux Allemagnes en 1990, voir Réunification allemande.

L'Empire allemand de 1871-1918. En excluant les populations germanophones du multiculturel empire d'Autriche, cette construction géographique représente une solution petite-allemande.

L'unification de l'Allemagne sous la forme d'un État-nation eut officiellement lieu le 18 janvier 1871 dans la galerie des Glaces du château de Versailles, en France. À la suite de la politique d'Otto von Bismarck, les princes allemands s'y rassemblèrent après leur victoire lors de la guerre franco-prussienne pour proclamer Guillaume Ier roi de Prusse empereur allemand du nouvel Empire allemand. Cependant, le processus de rassemblement des populations germanophones d'Europe avait commencé depuis le début du siècle.
Le Saint-Empire romain germanique, qui regroupait plus de 300 entités politiques indépendantes, fut effectivement dissous après l'abdication de François II le 6 août 1806 au cours de la Troisième Coalition menée contre Napoléon Bonaparte. En dépit des bouleversements politiques, administratifs et légaux qui suivirent la fin de l'Empire, les habitants des régions germanophones de l'ancien empire possédaient des traditions linguistiques et culturelles communes qui furent approfondies par leurs expériences partagées lors des guerres de la Révolution française et des campagnes napoléoniennes. Le libéralisme offrait une base intellectuelle pour l'unification en concurrençant les modèles dynastiques et absolutistes d'organisation sociale et politique. Économiquement, la création d'une union douanière prussienne en 1818 devenue le Zollverein (union douanière) en 1834 et son expansion ultérieure aux États de la Confédération germanique réduisirent la compétition entre ces derniers. L'émergence de nouveaux modes de transport facilita le commerce et les rencontres parfois hostiles entre les germanophones d'Europe centrale.
Le congrès de Vienne de 1814-1815 à la suite des guerres napoléoniennes établissait des sphères d'influences diplomatiques entre les puissances victorieuses dans le cadre de la Sainte Alliance entre l'empire d'Autriche, l'Empire russe et le royaume de Prusse. Cela aboutit à un retour en puissance relatif de l'Autriche sur l'Europe centrale. Cependant, les négociateurs à Vienne sous-évaluèrent les conséquences de la puissance grandissante de la Prusse au sein des États allemands, et n'anticipèrent pas que celle-ci pourrait concurrencer l'Autriche pour fédérer ces derniers. Cette rivalité aboutit plus tard à deux visions différentes de l'avenir des États allemands lorsque la question de l'unité allemande se posa à partir de 1848 : la solution petite-allemande (Allemagne sans l'Autriche) ou la solution grande-allemande (Allemagne et Autriche).
Certains historiens continuent à débattre pour savoir si Otto von Bismarck, le ministre-président de Prusse, avait un plan défini pour étendre la Confédération de l'Allemagne du Nord de 1866 aux derniers États allemands au sein d'une unique entité ou s'il souhaitait simplement étendre le pouvoir du royaume de Prusse. Ils concluent que de nombreux facteurs associés à la force de la Realpolitik de Bismarck menèrent de nombreux petits États allemands à réorganiser leurs armées, leurs systèmes politiques, économiques et leurs relations diplomatiques au XIXe siècle. La réaction aux nationalismes français et danois fournit un moteur pour l'expression de l'unité allemande. Les succès militaires, principalement prussiens, dans trois guerres régionales générèrent de l'enthousiasme et de la fierté que les politiciens purent utiliser pour promouvoir l'unification. Cette expérience faisait écho aux accomplissements communs lors des guerres napoléoniennes et en particulier lors de la Sixième Coalition en 1813-1814. En établissant la solution petite-allemande, l'unification politique et administrative de 1871 résolut au moins temporairement le problème du dualisme germanique entre l'Allemagne, d'une part, et l'Autriche, d'autre part.

## Populations germanophones en Europe centrale au début duXIXesiècle

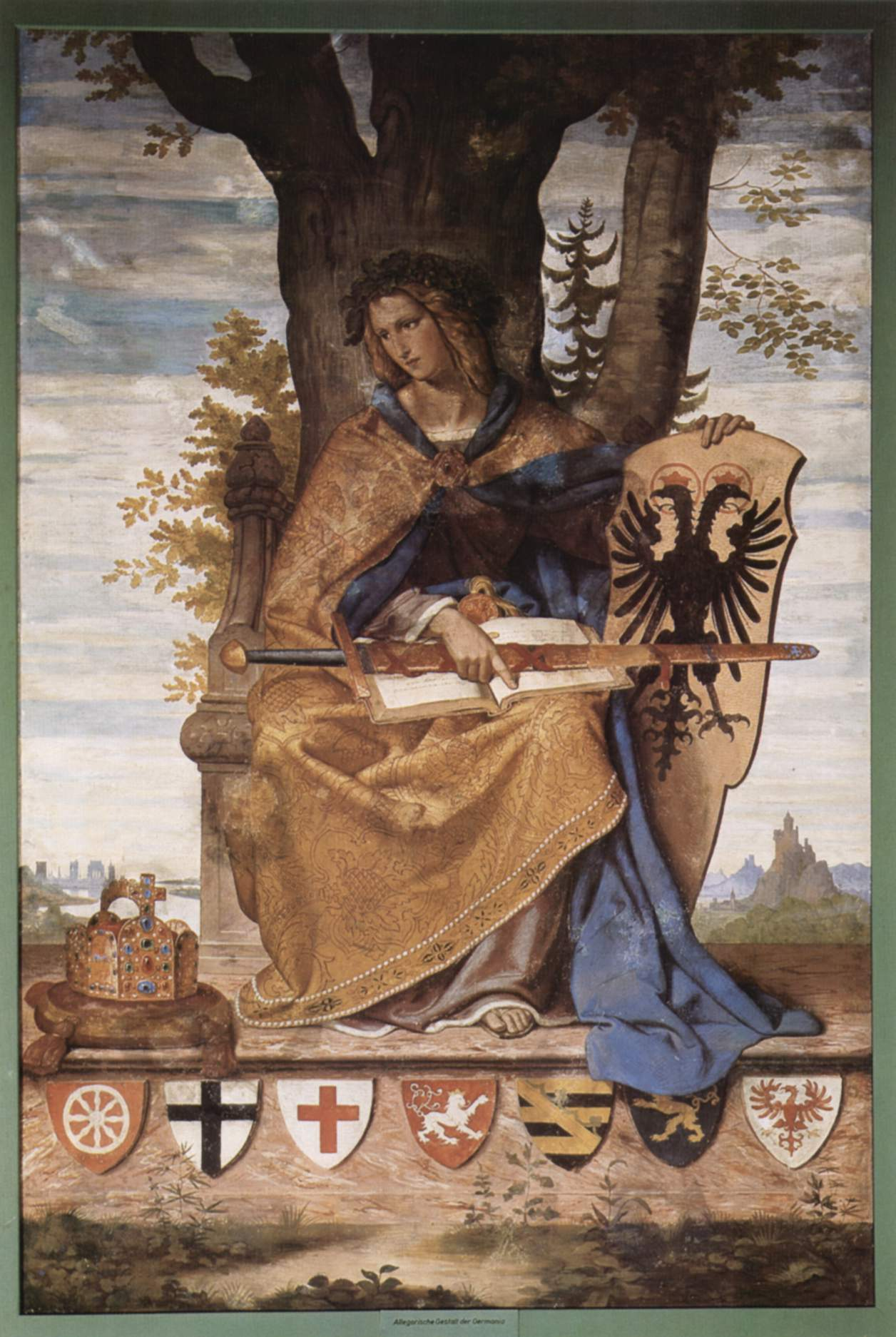
Germania, une personnification de la nation allemande, apparaît dans la fresque de Philipp Veit (1834-1836). Elle porte un bouclier avec l'emblème de la Confédération germanique. Les boucliers sur lesquels elle se tient représentent les armoiries des sept princes-électeurs traditionnels du Saint-Empire romain germanique.

Emblème de la Confédération germanique à partir de 1848

Avant 1806, les germanophones d'Europe centrale se répartissaient entre plus de 300 entités politiques différentes, la plupart faisant partie du Saint-Empire romain germanique ou des territoires héréditaires des Habsbourg. Leurs états variaient en taille, des petits et complexes territoires princiers des Hohenlohe aux vastes étendues du royaume de Prusse et de l'électorat de Bavière. Leurs modes de gouvernement étaient également très variés, des villes libres d'Empire (telles que la puissante Augsbourg ou la minuscule Weil der Stadt), des territoires ecclésiastiques (comme la riche abbaye de Reichenau ou l'influent électorat de Cologne) et des États dynastiques (comme le Wurtemberg). Ces terres formaient le territoire du Saint-Empire romain germanique qui comporta jusqu'à plus de 1 000 entités. À partir du XVe siècle, les princes-électeurs de l'Empire choisissaient un membre de la maison des Habsbourg pour porter le titre d'empereur du Saint-Empire. Parmi les États germanophones, l'Empire fournissait les mécanismes administratifs et juridiques permettant la résolution des conflits entre les paysans et les propriétaires terriens, ou entre différentes juridictions. À travers l'organisation des cercles impériaux (Reichskreise), des groupes d'États consolidaient leur unité et développaient leurs intérêts militaires et économiques,,.
La Guerre de la Deuxième Coalition (1799-1802) déboucha sur la défaite des forces impériales et de leurs alliés face à Napoléon Bonaparte. Les traités de Lunéville (1801) et d'Amiens ainsi que le recès d'Empire de 1803 transférèrent de larges portions de l'Empire à des États dynastiques. Les territoires ecclésiastiques et la plupart des villes libres d'Empire disparurent et leur population dut offrir son allégeance à de nouveaux ducs ou rois. Ce transfert accrut particulièrement les territoires du Wurtemberg et de Bade. En 1805, Napoléon vainquit les Autrichiens et les Russes à la bataille d'Austerlitz et imposa ensuite le traité de Presbourg qui démantelait le Saint-Empire romain germanique,. En 1806, Napoléon envahit la Prusse et écrasa les armées prussiennes à Iéna et Auerstaedt, ce qui confirma sa domination sur les territoires germaniques.

### Développement du nationalisme allemand durant les guerres napoléoniennes
Sous l'hégémonie du Premier Empire de Napoléon Bonaparte (1804-1814), le nationalisme allemand se développa au sein des États allemands réorganisés. L'expérience de la domination française, avec une organisation unifiée, fit émerger l'idée que l'« Allemagne » devait être perçu comme un seul État. Pour le philosophe Johann Gottlieb Fichte :

« Les premières, véritables et uniques frontières naturelles d'un État sont sans aucun doute leurs propres frontières internes. Ceux qui parlent le même langage sont unis les uns aux autres par une multitude de liens invisibles […] ; ils se comprennent tous et ont le pouvoir de continuer à se comprendre de mieux en mieux ; ils sont ensemble et forment par nature un tout indivisible. »

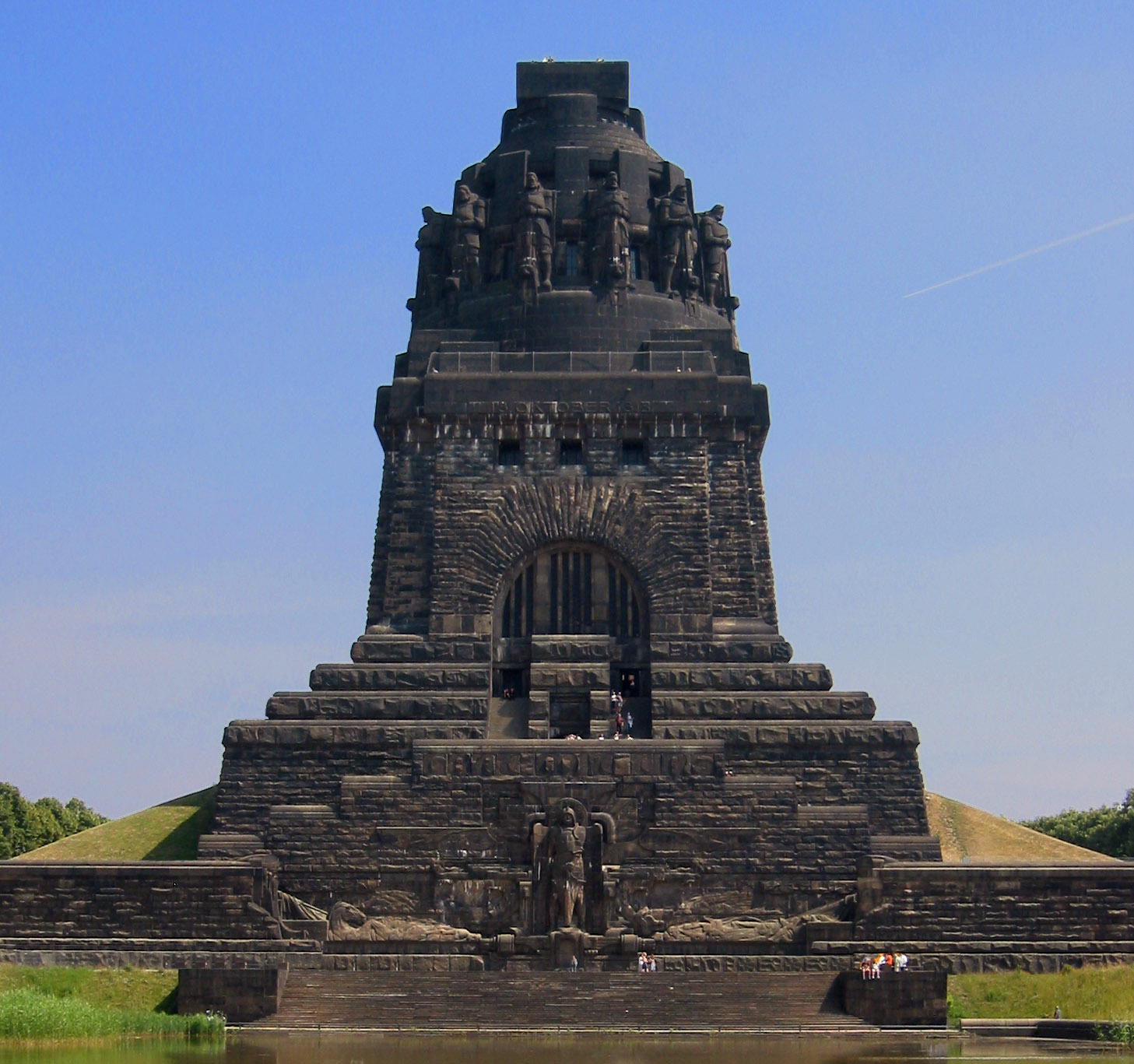
Le Völkerschlachtdenkmal érigé en 1913 pour commémorer la Bataille de Leipzig de 1813 symbolise les efforts du peuple allemand pour la victoire sur Napoléon.

Une langue commune aurait pu servir de base pour définir une nation, mais, comme les historiens allemands du XIXe siècle l'écrivirent, il faut plus qu'une similitude linguistique pour unifier les centaines d'entités politiques. L'expérience des peuples germanophones d'Europe centrale durant les années d'occupation françaises joua un rôle dans la cause commune visant à chasser les troupes françaises et à récupérer le contrôle de leurs terres. Les campagnes de Napoléon en Pologne, en Espagne et la désastreuse invasion de la Russie en 1812 désabusèrent de nombreux Allemands, qu'ils soient princes ou paysans. Le blocus continental imposé par Napoléon ruina l'économie de l'Europe centrale. 125 000 Allemands participèrent à la Campagne de Russie et les nombreuses pertes incitèrent les Allemands à envisager une Europe sans Napoléon. La création de milices comme les corps francs illustra cette évolution.
Le désastre de Russie affaiblit considérablement l'emprise française sur les princes allemands. En 1813, Napoléon mena une campagne dans les États allemands pour les ramener dans le giron français. La guerre de la Sixième Coalition ou « guerre de Libération » pour les Allemands, atteignit son paroxysme lors de la bataille de Leipzig également connue sous le nom de « bataille des Nations ». En octobre 1813, plus de 500 000 soldats participèrent à cet engagement qui dura trois jours, en faisant la plus grande bataille du XIXe siècle. La victoire décisive de la coalition composée de l'Autriche, de la Prusse, de la Russie, de la Suède et de la Saxe mit fin à la domination française à l'est du Rhin. Les forces coalisées poursuivirent Napoléon en France et ce dernier fut capturé puis exilé sur l'île d'Elbe. Durant la brève période des Cent-Jours, en 1815, une nouvelle coalition menée par le Britannique Arthur Wellesley et par le Prussien Gebhard Leberecht von Blücher écrasa l'armée française à la bataille de Waterloo le 18 juin 1815. Le rôle décisif joué par les troupes de Blücher, particulièrement après leur retraite à Ligny aida à renverser le cours de la bataille contre les Français. La cavalerie prussienne poursuivit les débris de l'armée française le soir du 18 juin, scellant la victoire de la coalition. Du point de vue allemand, les actions des troupes de Blücher à Waterloo et les efforts combinés à Leipzig offrirent un point de ralliement et de fierté. Cette interprétation devint l'un des facteurs clés dans la construction du mythe « borussien », promu par les nationalistes pro-prussiens plus tard dans le XIXe siècle, selon lequel le destin de la Prusse était de réaliser l'unification de l'Allemagne,.

### Réorganisation de l'Europe centrale et montée du dualisme allemand

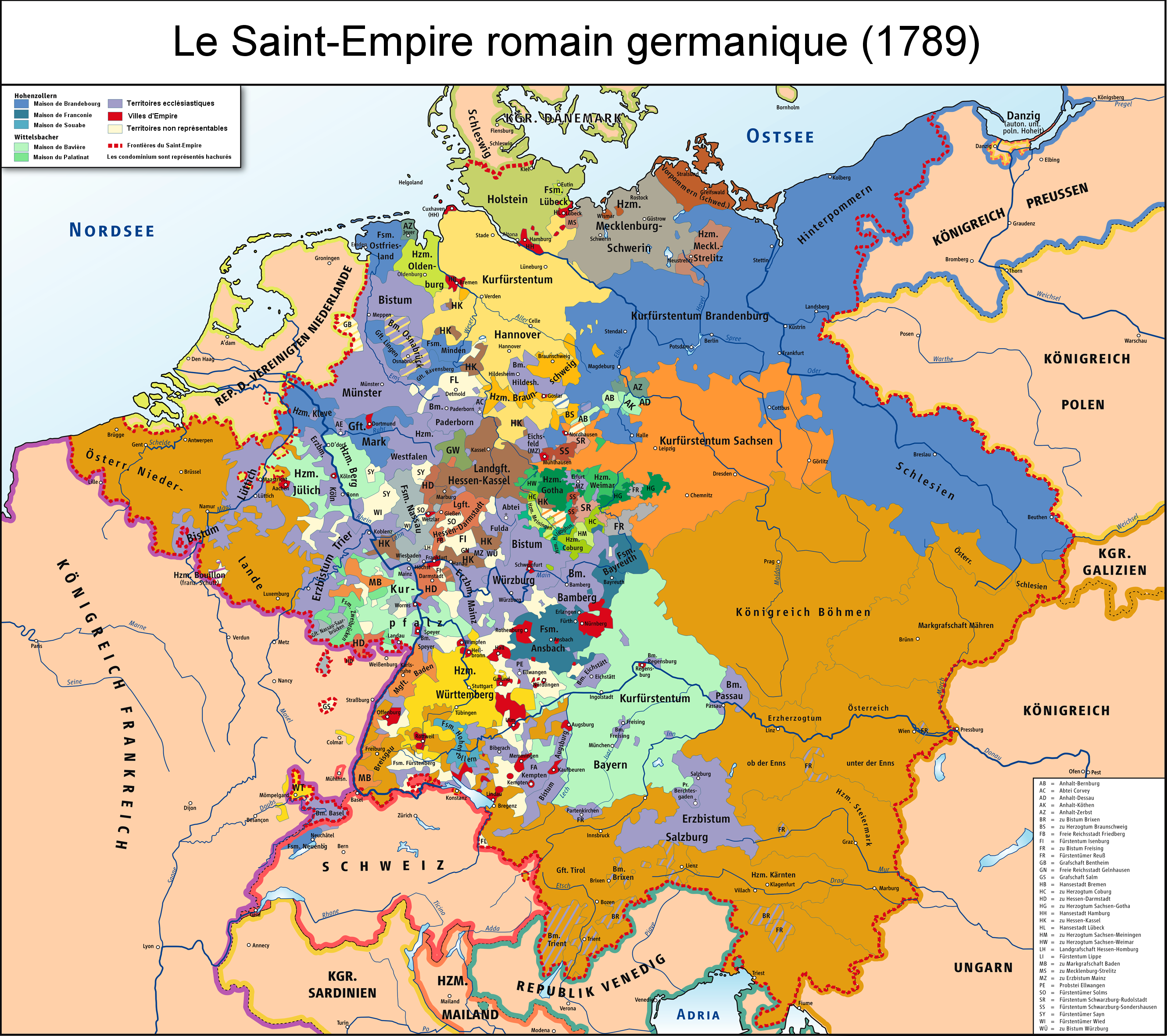
Carte du Saint-Empire en 1789. La carte est dominée par l'emprise des Habsbourg (en marron) et par celle du royaume de Prusse (en bleu), à côté d'une multitude de petits États (souvent trop petits pour être représentés).

Après la défaite de Napoléon, le congrès de Vienne (1815) mit en place un nouvel ordre européen basé sur l'équilibre des puissances. Cet ordre réorganisa l'Europe sous la forme de sphères d'influence qui, souvent, ne tenaient pas compte des aspirations nationales, comme dans l'empire d'Autriche, en Italie, ou en Allemagne,. La Prusse (élargie depuis 1803) et 38 autres États sont rassemblés dans la sphère d'influence de l'empire d'Autriche. Le congrès établit une Confédération germanique aux pouvoirs limités dirigée par l'Autriche avec une « diète fédérale » (appelée Bundestag ou Bundesversammlung) située à Francfort. En reconnaissance de la position impériale traditionnellement occupée par les Habsbourg, les empereurs d'Autriche devinrent les présidents de ce parlement. Cependant, cette domination apparente autrichienne ne tient pas compte de l'émergence de la Prusse dans les affaires impériales. Depuis que le prince-électeur de Brandebourg s'était proclamé roi en Prusse au début du XVIIIe siècle, leur domaine s'est considérablement agrandi à travers les guerres et les mariages. Cette montée en puissance était devenue évidente lors de la guerre de Succession d'Autriche et de la guerre de Sept Ans sous Frédéric II de Prusse. Lorsque Marie-Thérèse d'Autriche et Joseph II du Saint-Empire tentèrent de restaurer l'hégémonie des Habsbourg dans le Saint-Empire, Frédéric II créa le Fürstenbund (ligue des princes) en 1785. La rivalité entre l'Autriche et la Prusse influait fortement dans les affaires impériales. Cet équilibre des forces fut incarné par la guerre de Succession de Bavière. Avant même la fin du Saint-Empire, cette compétition influença la croissance et le développement des mouvements nationalistes au XIXe siècle.

### Problèmes de réorganisation

Frontières de la Confédération germanique en rouge, la Prusse est en bleu, l'Autriche en jaune et le reste est en gris

En dépit du terme de « diète » (assemblée ou parlement), cette institution n'était pas constituée de représentants élus par le peuple. De nombreux États n'avaient pas de constitution et dans ceux qui en avaient une, comme le grand-duché de Bade, le droit de vote était conditionné par la possession d'une certaine quantité de biens, ce qui réduisait le nombre d'électeurs à une faible portion de la population masculine,. De plus, la construction de la confédération ne reflétait pas le nouveau statut de la Prusse en Allemagne. Malgré sa défaite totale à Iéna - Auerstaedt en 1806, elle avait réalisé un prodigieux retour à Waterloo. Par conséquent, les dirigeants prussiens entendaient jouer un rôle majeur dans la politique allemande.
L'expérience en commun des Allemands pendant la période napoléonienne fit monter leur nationalisme. Initialement alliée au libéralisme, celui-ci modifia les relations politiques, culturelles et sociales entre les États allemands. L'organisation étudiante Burschenschaft et les manifestations populaires comme celles du château de Wartbourg en octobre 1817 contribuèrent à accroître le sentiment d'unité des germanophones. De plus, les promesses implicites et parfois explicites faites durant la guerre de Libération firent croître les revendications pour la souveraineté populaire et une participation accrue dans la vie politique. Toutefois ces attentes furent largement déçues après la signature du traité de paix. L'agitation causée par les organisations étudiantes mena les dirigeants conservateurs comme Klemens Wenzel von Metternich à craindre le développement d'un sentiment national ; l'assassinat du dramaturge August von Kotzebue en mars 1819 par un étudiant radical donna l'opportunité de mettre en place les décrets de Carlsbad : des mesures visant à contrer les idées libérales et nationalistes. Ces décrets rendirent le Burschenschaft clandestin en étendant la censure de la presse et de la correspondance privée et en limitant les débats académiques. Ces décrets furent le sujet du pamphlet de Joseph Görres Teutschland und die Revolution (L'Allemagne et la Révolution) de 1820 dans lequel il concluait qu'il était impossible et non souhaitable de réprimer la libre parole de l'opinion publique avec des mesures réactionnaires.

## Collaboration économique: unions douanières
Le Zollverein était une autre institution clé qui permit de créer une plus large unification économique au sein des États allemands. L'union douanière initialement limitée à la Prusse et conçue par le ministre des finances prussien Hans von Bülow (1774-1825) en 1818 afin de lier ses nombreux territoires, fut étendue à d'autres États allemands pour devenir en 1834 le Zollverein. Au cours des trente années qui suivirent, d'autres États allemands rejoignirent l'union. Celle-ci aida à réduire les barrières protectionnistes parmi les États allemands particulièrement dans le domaine du transport des matières premières et des produits manufacturés réduisant les coûts de transports et rendant plus faciles les échanges inter-étatiques. Cela était indispensable pour les centres industriels émergents dont la plupart se trouvaient en Rhénanie et dans les vallées de la Sarre et de la Ruhr,.

### Routes et chemins de fer

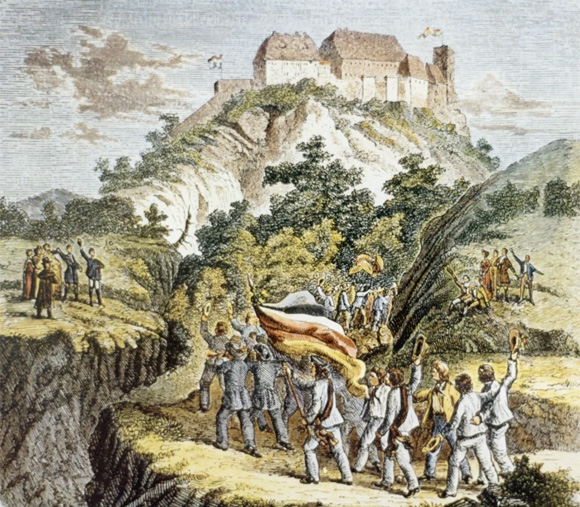
En octobre 1817, environ 500 étudiants se rassemblèrent au château de Wartbourg, où Martin Luther avait trouvé refuge trois siècles auparavant, pour manifester en faveur de l'unification nationale. Wartbourg fut choisi pour son lien avec ce personnage historique. Gravure contemporaine sur bois coloré,.

Au début du XIXe siècle, les routes allemandes se trouvaient dans un état de délabrement important. Les voyageurs, étrangers et nationaux, se plaignaient souvent de l'état des Heerstraßen, les routes militaires autrefois entretenues pour faciliter le déplacement des troupes. Comme les États allemands cessèrent d'être un carrefour militaire, les routes s'améliorèrent. La longueur des routes en dur en Prusse passa de 3 800 km en 1816 à 16 600 km en 1852, aidé en cela par l'invention du macadam. En 1835, Heinrich von Gagern écrivit que les routes étaient les « veines et les artères du corps politique » et prédit qu'elles promouvraient la liberté, l'indépendance et la prospérité. Comme les personnes purent se déplacer, elles entrèrent en contact les unes avec les autres dans les trains, les restaurants et pour certains dans des hôtels huppés tels que le spa de Baden-Baden. Le transport fluvial s'améliora également. Les blocus sur le Rhin furent supprimés par Napoléon et à partir des années 1820, les moteurs à vapeur permirent de libérer les péniches de l'encombrant système d'hommes et d'animaux qui aidaient les navires à remonter le fleuve. En 1846, 180 navires à vapeur faisaient la navette entre les rivières allemandes, le Lac de Constance et un réseau de canaux reliant le Danube, la Weser et l'Elbe.
Aussi importantes que ces améliorations aient pu être, elles ne purent pas concurrencer l'impact du chemin de fer. L'économiste Friedrich List appelait les chemins de fer et les unions douanières, des « Sœurs Siamoises » mettant ainsi l'accent sur l'importance des relations entre ces deux éléments. Il n'était pas le seul car le poète August Heinrich Hoffmann von Fallersleben écrivit un poème dans lequel il louait les vertus du Zollverein, texte qui commençait par une liste des matières premières qui ont plus contribué à l'unité allemande que la politique ou la diplomatie. Les historiens de l'Empire allemand virent ensuite dans le chemin de fer le premier indicateur d'un État unifié. L'écrivain patriotique Wilhelm Raabe écrivit : « L'Empire Allemand fut fondé par la construction du premier chemin de fer ». Tout le monde n'accueillait cependant pas le « monstre de fer » avec enthousiasme. Le roi de Prusse Frédéric-Guillaume III de Prusse ne voyait aucun avantage à pouvoir voyager de Berlin à Potsdam un peu plus rapidement et Metternich refusait de monter dans un train. D'autres se demandaient si le chemin de fer était un « démon » menaçant le paysage : le poème An den Frühling (Le Printemps) de Nikolaus Lenau publié en 1838 déplorait ces trains qui détruisaient la quiétude immaculée des forêts allemandes.
La Bayerische Ludwigseisenbahn, qui était la première ligne de fret et de transport de passagers en Allemagne, connectait Nuremberg et Fürth en 1835 ; elle ne mesurait que 6 km de long et ne fonctionnait que le jour mais se révéla à la fois rentable et populaire. En moins de trois ans, 141 km de rails furent posés. En 1840, on comptait 462 km de lignes et en 1860, 11 157 km. Comme il n'existait aucun centre géographique pour définir l'organisation (à la différence de Paris pour la France), les lignes formaient une sorte de filet reliant les villes et les marchés au sein d'une zone, les zones entre elles au sein d'une région et ainsi de suite. Comme le réseau s'agrandissait, il devenait moins cher de transporter les marchandises, passant de 18 pfennigs par tonne et par kilomètre en 1840 à 5 en 1870. De même, les matières premières pouvaient voyager le long de la vallée de la Ruhr sans avoir à être déchargées et rechargées. Les lignes ferroviaires encouragèrent l'activité économique en créant une demande pour les matières premières et en facilitant le commerce. En 1850, le transport fluvial transportait trois fois plus de fret que le train ; en 1870, la situation était inversée. Les lignes ferroviaires changèrent également l'apparence des villes, la façon dont les gens se déplaçaient et leur impact toucha jusqu'à l'ordre social. Si certaines régions excentrées ne furent pas connectées avant les années 1890, la majorité de la population et des centres de production étaient reliés par rail dès 1865.

### Géographie, patriotisme et linguistique

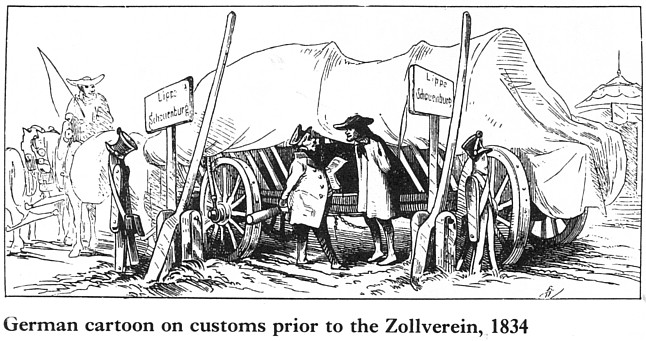
Cette caricature de 1834 s'attaque aux nombreux péages existants avant l'établissement du Zollverein. Certains États étaient si petits que les transporteurs devaient charger et décharger leurs cargaisons deux ou trois fois par jour.

Les déplacements étant plus faciles, rapides et moins chers, la langue cessa d'être perçue comme le seul facteur unificateur entre les Allemands. Les frères Grimm, qui avaient rédigé un impressionnant Dictionnaire allemand, rassemblèrent les fables et les histoires populaires qui dévoilaient les parallèles entre les différentes histoires régionales. Karl Baedeker écrivit des livres de voyages sur différentes villes d'Europe centrale, indiquant les lieux d'hébergements, les sites à visiter et une brève histoire des châteaux, des personnalités et des champs de bataille rencontrés. Ses guides incluaient également les distances, les routes à éviter et les itinéraires de randonnée à suivre.
Par ailleurs, les chants de August Heinrich Hoffmann von Fallersleben expriment non seulement l'unité linguistique du peuple allemand mais également son unité géographique. Dans Deutschland, Deutschland über Alles, officiellement appelé Das Lied der Deutschen (Le Chant des Allemands), Fallersleben appelle les souverains de tous les États allemands à reconnaître les caractéristiques unificatrices du peuple allemand. D'autres musiques patriotiques comme Die Wacht am Rhein (La Garde au Rhin) de Max Schneckenburger commencèrent à mettre l'accent sur l'espace géographique qu'est l'Allemagne. La « germanité » n'était plus limitée à une langue commune. Schneckenburger écrivit La Garde au Rhin comme une réponse aux arguments français qui prétendaient que la rive orientale du Rhin était la frontière orientale naturelle de la France. Le refrain, Chère patrie, sois calme : Ferme et loyale est la garde, la garde au Rhin !, et d'autres chants patriotiques comme Das Rheinlied (Le Chant du Rhin) de Nicholaus Becker appelaient les Allemands à défendre leur territoire national. En 1807, Alexander von Humboldt avança que le caractère national était influencé par la géographie, que les paysages étaient liés aux peuples. Simultanément, l'idée de préserver les anciennes forteresses et les sites historiques émergea particulièrement en Rhénanie où beaucoup de batailles contre les Français et les Espagnols avaient été menées.

## Vormärzet libéralisme
La période de répression et de forte censure précédant les révolutions de 1848, menée par la Prusse et l'Autriche, devint largement connue sous le nom de Vormärz (l'« avant-mars »), en référence à mars 1848. Durant cette période, le libéralisme européen commença à gagner en importance et à imposer son agenda politique, social et économique. La plupart des libéraux européens du Vormärz souhaitaient l'unification sous des principes nationalistes, l'expansion du suffrage masculin et la transition vers le capitalisme. Les plus « radicaux » voulaient le suffrage universel pour les hommes, les autres étaient prêts à faire des concessions sur ce point,.

### Fête de Hambach: nationalisme libéral et réponse conservatrice

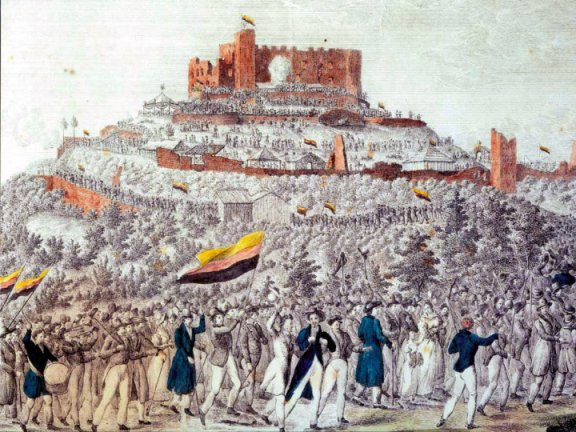
Les participants nationalistes marchent vers le château de Hambach en portant l'étendard noir, rouge et or du Burschenschaft qui servit de base au drapeau de l'Allemagne moderne.

Malgré la réaction, les aspirations à l'unité se développèrent et se mêlèrent à celles à la souveraineté nationale dans les terres germaniques. Plus de 30 000 personnes participèrent à la fête de Hambach qui eut lieu du 27 au 30 mai 1832. Présentée comme une fête communale, ses participants célébrèrent la fraternité, la liberté et l'unité nationale, et marchèrent vers les ruines du château de Hambach sur les hauteurs de la petite ville de Hambach dans la province du Palatinat, qui faisait partie du royaume de Bavière. Une fois arrivés, ils écoutèrent des discours d'orateurs nationalistes de tout l'échiquier politique. Le contenu général des discours mettait en évidence une différence fondamentale entre le nationalisme allemand des années 1830 et le nationalisme français de la révolution de Juillet : l'accent étant mis sur le fait que le nationalisme allemand devait reposer sur l'éducation du peuple. Une fois celui-ci éduqué au niveau suffisant, l'unification serait inévitable. La rhétorique de Hambach insistait sur la nature pacifique du nationalisme allemand : il n'était pas question de construire des barricades, une forme très « française » de nationalisme mais plutôt de réaliser des « ponts émotionnels » entre les groupes.

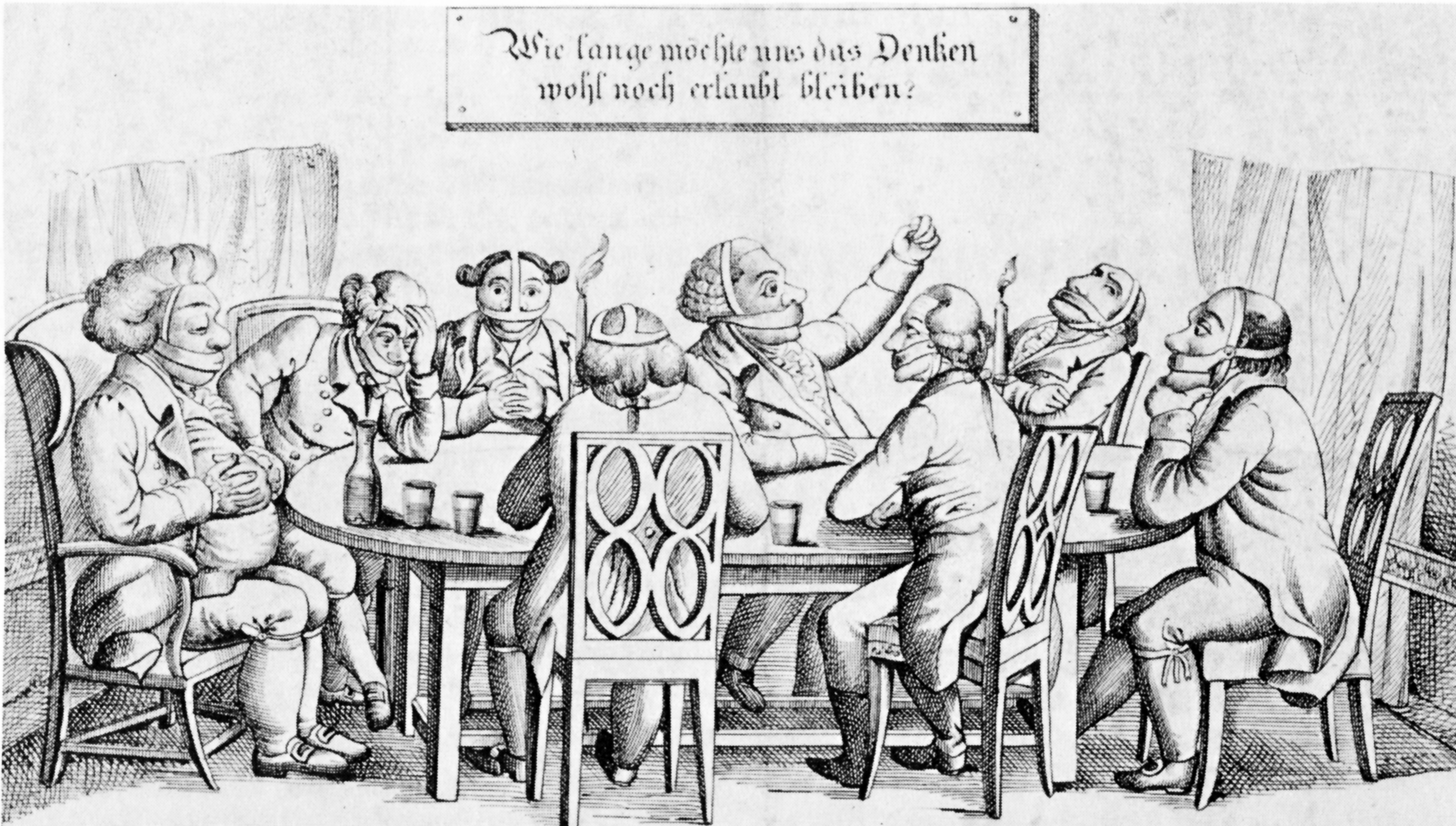
Caricature allemande se moquant des Décrets de Carlsbad qui supprimaient la liberté d'expression

Comme il l'avait fait en 1819, après l'assassinat de Kotzebue, Metternich utilisa la manifestation populaire de Hambach pour renforcer la politique répressive conservatrice en matière sociale. Les « Six Articles » du 28 juin 1832 réaffirmaient le principe d'autorité monarchique. Le 5 juillet, la diète de Francfort vota dix articles supplémentaires qui prolongeaient les règles existantes concernant la censure, la restriction des organisations politiques et la limitation des autres activités publiques. De plus, les États membres acceptaient d'envoyer une assistance militaire à un gouvernement menacé par un soulèvement. Le Prince Wrede mena ainsi la moitié de l'armée bavaroise dans le Palatinat pour soumettre la province. Plusieurs orateurs malchanceux de Hambach furent arrêtés, jugés et emprisonnés. L'un d'entre eux, Karl Heinrich Brüggemann (1810-1887), un étudiant en droit et représentant du Burschenschaft clandestin fut envoyé en Prusse où il fut condamné à mort avant d'être gracié.

### Libéralisme et réponse aux problèmes économiques
Plusieurs autres facteurs compliquèrent l'expansion du nationalisme dans les États allemands. Les facteurs humains incluaient les rivalités politiques entre les membres de la confédération allemande, particulièrement entre les Autrichiens et les Prussiens, et la compétition socio-économique entre les intérêts de la bourgeoisie commerçante et les intérêts de l'aristocratie et des propriétaires terriens. Les facteurs naturels provoquèrent de mauvaises récoltes dans les années 1840, en particulier en 1845 et 1847, mais aussi en 1828 et 1830. D'autres phénomènes comme l'exode rural modifièrent profondément la société allemande,.
La dislocation économique, culturelle et sociale de la société, les difficultés d'une économie en transition et la pression des désastres météorologiques contribuèrent à aggraver les problèmes en Europe centrale. L'échec de la plupart des gouvernements sur la question de la crise alimentaire du milieu des années 1840 causée par la mildiou de la pomme de terre (responsable de la grande famine en Irlande) et les nombreuses années de mauvais temps firent que de nombreuses personnes considéraient que les riches et les puissants n'étaient pas intéressés par les problèmes des petites gens. Les dirigeants étaient inquiétés par l'agitation grandissante des travailleurs et la désaffection de l'intelligentsia. La censure, les amendes, l'exil ou l'emprisonnement ne semblaient plus capables de contenir les critiques. De plus, il devenait de plus en plus clair que l'Autriche et la Prusse voulaient unifier le pays sous leur coupe, et chacun d'entre eux allait empêcher l'autre d'y parvenir.

## Première tentative d'unification
Il manquait au rassemblement de Wartbourg en 1817 et au festival de Hambach en 1832 un programme clair en vue de l'unification. À Hambach, les déclarations des orateurs permettaient d'entrevoir les différentes pistes envisagées. Rassemblés uniquement par l'idée d'unification, les moyens de la réaliser différaient largement mais s'accordaient sur l'idée nébuleuse que le Volk (le peuple), s'il était bien éduqué, pourrait réaliser l'unification par lui-même. Les grands discours, les étendards, les étudiants volontaires et les rassemblements festifs ne se concrétisèrent pas dans l'appareil politique, bureaucratique ou administratif. Si l'idée de constitution était très débattue, aucun texte ne sortit de ces discussions. En 1848, les nationalistes songèrent à remédier à ce problème.

### Révolution de 1848 et le parlement de Francfort

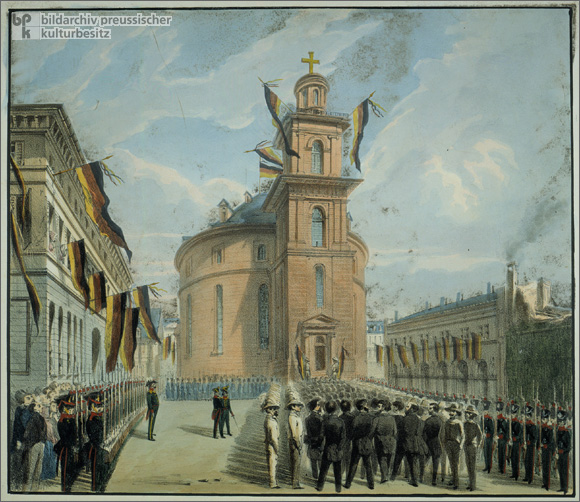
Les parlementaires se réunirent pour la première fois dans l'Église Saint-Paul de Francfort où ils jetèrent les bases d'un parlement national.

Les révolutions de 1848-1849 en Allemagne visaient l'unification et une unique constitution allemande. Les révolutionnaires firent pression sur les gouvernements, particulièrement en Rhénanie, pour obtenir une assemblée constituante chargée de rédiger une nouvelle constitution pour l'Allemagne. La plupart des révolutionnaires de gauche espéraient que celle-ci établirait un suffrage masculin universel, un parlement national permanent et une Allemagne unifiée. Le nouveau gouvernant de cette nouvelle entité aurait pu être le roi prussien qui était le choix le plus logique : la Prusse était l'État le plus vaste mais également le plus puissant. De manière générale, les révolutionnaires de droite et du centre préféraient une forme d'unification plus souple dans laquelle les États conserveraient une large autonomie. De nombreux systèmes de vote furent créés des suites de l'action révolutionnaire. Par exemple le système des trois classes prussien qui accordait à certains groupes, principalement les plus riches et les propriétaires terriens, une plus large représentation.
Le 27 mars 1849, le Parlement de Francfort vota la Paulskirchenverfassung (Constitution de l'Église Saint-Paul) et en avril 1849, il offrit le titre de « Kaiser » (empereur) au roi de Prusse Frédéric-Guillaume IV. Ce dernier le refusa pour plusieurs raisons. Publiquement, il répondit qu'il ne pouvait accepter la couronne sans le consentement des États, c'est-à-dire les princes. En privé, il craignait l'opposition des autres princes allemands et l'intervention militaire de la Russie et de l'Autriche ; il n'aimait également pas l'idée d'accepter une couronne de la part d'un parlement élu par le peuple. Il ne pouvait en effet pas accepter une couronne d'« argile », une couronne « de boue et de sang », ce « collier de servitude offert par des maîtres boulangers » selon ses mots. En dépit des obstacles légaux, le parlement de Francfort réussit à rédiger une constitution et s'accorda sur la solution petite-allemande. Le parlement de Francfort se termina en un échec partiel : si les libéraux n'avaient pas réussi à achever l'unification, ils avaient réussi à faire passer de nombreuses réformes avec les princes allemands.

### Analyse rétrospective de 1848 et du parlement de Francfort

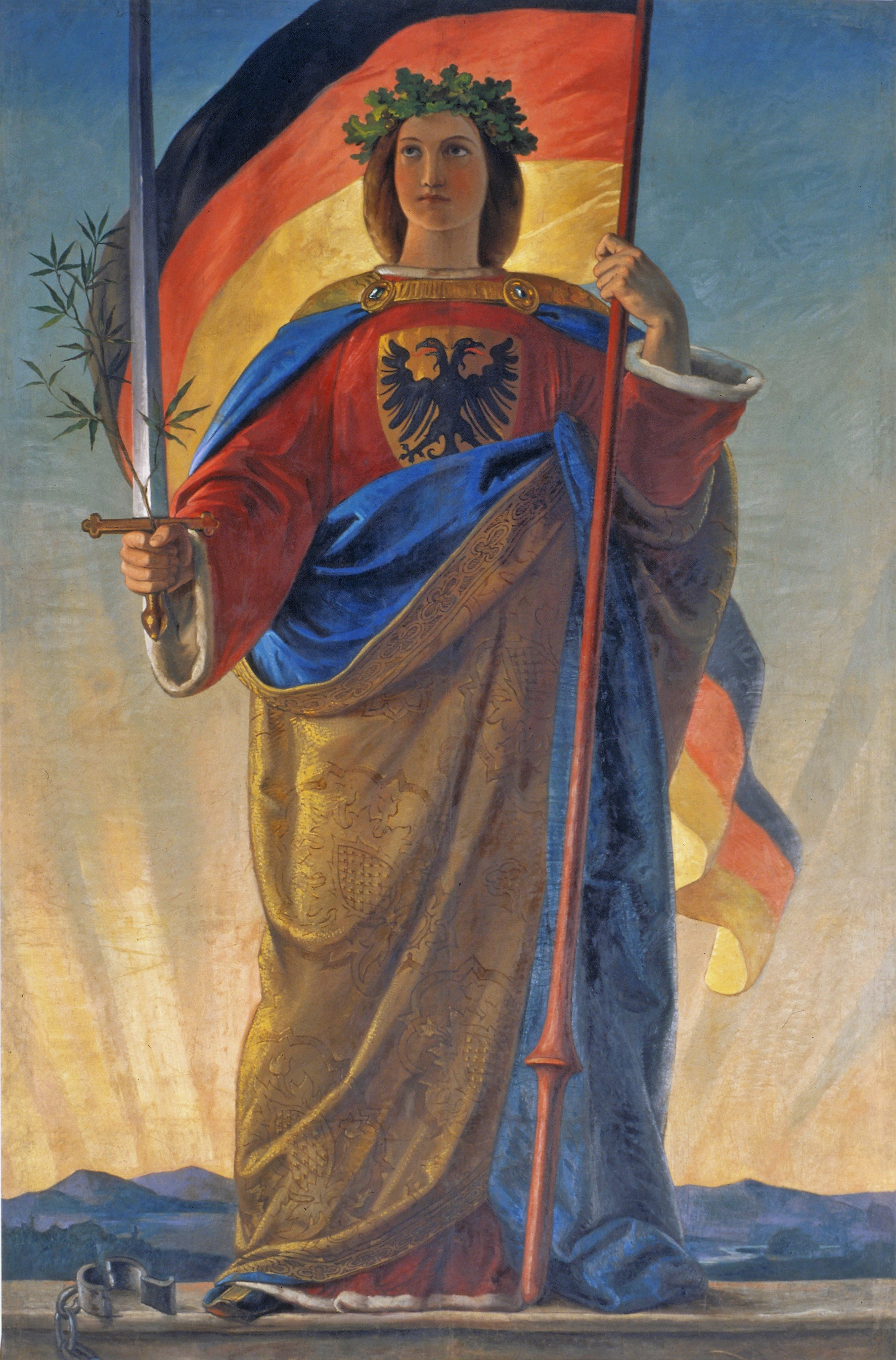
Cette représentation de Germania de Philipp Veit fut créée pour cacher l'orgue de l'Église Saint-Paul de Francfort durant le rassemblement du parlement en ce lieu entre 1848 et 1849

La question des succès et des échecs du parlement de Francfort a généré des décennies de débats parmi les spécialistes de l'histoire allemande, et contribua à l'historiographie de la construction de la nation allemande. Une école de pensée, qui émergea après 1918 et qui connut le succès après la Seconde Guerre mondiale, expliquait que la soi-disant défaillance des libéraux allemands du parlement de Francfort mena à un compromis entre la bourgeoisie et les conservateurs, principalement les propriétaires terriens de Prusse (Junker) donnant naissance par la suite au Sonderweg allemand (l'autre chemin) au XXe siècle,,,,,. Cette école, menée par Hans-Ulrich Wehler, avançait que l'échec de l'unification en 1848 entraîna la formation tardive de l'État-nation en 1871, ce qui retarda le développement des valeurs nationales positives. De plus, l'« échec » de 1848 réaffirma la nostalgie de l'aristocratie parmi la classe moyenne allemande. Par conséquent, ce groupe ne développa jamais un programme de modernisation.
Des universitaires contemporains, comme Geoff Eley et David Blackbourn, se sont opposés à cette idée, avançant que l'Allemagne n'avait pas un véritable Sonderweg (chemin à part), ou en tout cas pas plus que n'importe quelle autre nation qui au cours de son histoire s'est distinguée. Au lieu de cela, ce nouveau groupe d'historiens prétend que 1848 marque une véritable avancée pour les politiciens libéraux ; un grand nombre de leurs idées et programmes furent par la suite incorporés au sein des programmes sociaux de Bismarck (par exemple, la sécurité sociale, les programmes d'éducations et une large définition du suffrage). De plus, la notion de « chemin à part » repose sur le fait que le chemin d'autres nations (dans ce cas, celui du Royaume-Uni) est la norme. Ce nouvel argument pose problème au modèle britannique et des études récentes sur le développement national en Grande-Bretagne et dans d'autres États dits « normaux » (par exemple, la France et les États-Unis) ont proposé que même dans ces États, la nation moderne ne s'est pas développée régulièrement mais était largement une proposition datant du milieu du XIXe siècle. Dans les années 1990, cette dernière vision devint la théorie acceptée même si certains historiens, continuent d'utiliser l'idée du Sonderweg pour comprendre la période du national-socialisme.

### Problèmes de sphères d'influences: l'Union d'Erfurt et la conférence d'Olmütz
Après la fin du parlement de Francfort, Frédéric-Guillaume IV, sous l'influence du général Joseph von Radowitz, convoqua l'Union d'Erfurt, une fédération d'États allemands, excluant l'Autriche, créée par le libre consentement des princes allemands. Cette union limitée aurait presque entièrement éliminé l'influence autrichienne sur les autres États allemands. Les pressions diplomatiques combinées de l'Autriche et de la Russie (garante des accords de Vienne de 1815 et des sphères d'influence) forcèrent la Prusse à abandonner cette idée lors de la Conférence d'Olmütz (également appelée « reculade d'Olmütz ») dans la petite ville d'Olmütz en Moravie. En novembre 1850, les Prussiens, particulièrement Radowitz et Frédéric-Guillaume durent accepter la restauration de la confédération allemande sous la domination autrichienne.
Bien qu'elles semblent anecdotiques, l'Union d'Erfurt et la conférence d'Olmütz mirent les problèmes d'influences dans les États allemands au centre des préoccupations. La question de l'unification ne dépendait plus du « si » mais du « quand » et ce « quand » dépendait du rapport de force. L'un des anciens membres du Parlement de Francfort, Johann Gustav Droysen résuma le problème :

« Nous ne pouvons accepter le fait que la totalité de la question allemande se résume à une simple alternative entre la Prusse et l'Autriche. Dans ces États, la vie allemande a ses côtés positifs et négatifs. Dans le premier, tous les intérêts sont nationaux et réformateurs, dans le second, tous sont dynastiques et destructeurs. La question allemande n'est pas une question constitutionnelle mais une question de puissance ; et la monarchie prussienne est maintenant entièrement allemande tandis que celle d'Autriche ne peut pas l'être. »

L'unification dans ces circonstances posait un problème diplomatique fondamental. La possibilité d'une unification allemande (et bien entendu l'exemple de l'unification italienne) remettait en cause l'équilibre des puissances de 1815. L'unification de ces groupes renversait le principe des sphères d'influences imbriquées. Metternich, Castlereagh et le tsar Alexandre Ier (et son conseiller pour les affaires étrangères Charles Robert de Nesselrode), les principaux acteurs du congrès de Vienne avaient conçus et organisés une Europe (et le monde) équilibrée par quatre grandes puissances : la Grande-Bretagne, la France, la Russie et l'Autriche. Chacune d'entre elles possédant sa propre zone d'influence. Pour les Français, elle s'étendait dans la péninsule ibérique et dans les États italiens. Pour les Russes, dans les régions orientales de l'Europe centrale ainsi que dans les Balkans. Pour les Autrichiens, cette sphère incluait la plupart des territoires d'Europe centrale de l'ancien Empire romain germanique alors que pour les Britanniques, le reste du monde, principalement les mers.
Le système des sphères d'influence reposait sur la fragmentation des États allemands et italiens et non pas sur leur rassemblement. Par conséquent, une nation allemande unie sous une même bannière posait des questions brûlantes : « Qui sont les Allemands ? », « Où est l'Allemagne ? » mais également « Qui commandait ? » et plus important : « Qui pourrait être le meilleur défenseur de l'Allemagne ? ». Différents groupes offrirent des solutions à ce problème. Dans la solution Kleindeutschland (Solution petite-allemande), les États allemands seraient unifiés sous la domination prussienne ; dans la solution Großdeutschland (Solution grande-allemande), les États allemands seraient unifiés sous la domination autrichienne. Cette controverse qui dominait la politique des États allemands et de la diplomatie austro-prussienne depuis la création du royaume de Prusse en 1701 allait devenir déterminante dans les vingt années à suivre.

### Espoirs étrangers en une Allemagne unifiée
D'autres nationalistes fondaient de grands espoirs dans le mouvement d'unification allemand et la frustration liée à la longue attente après 1850 sembla mettre le mouvement unificateur en retrait. Les révolutionnaires associaient l'unification avec l'idée de progrès. Comme Giuseppe Garibaldi, le héros de l'unification italienne, l'écrivit au révolutionnaire allemand Karl Blind le 10 avril 1865 : « le progrès de l'humanité semble s'être arrêté, et vous avec votre intelligence supérieure savez pourquoi. La raison est que le monde manque d'une nation possédant une véritable attitude à diriger. Une telle attitude, bien-sûr, est nécessaire non pas pour dominer les autres peuples mais pour les accompagner le long du chemin du devoir et les mener vers la fraternité des nations où toutes les barrières érigées par l'égoïsme seraient détruites. » Garibaldi voyait l'Allemagne comme le « genre de meneur qui, dans la plus pure tradition chevaleresque, se dévouerait au redressement des péchés, au soutien des faibles, sacrifiant momentanément les gains et les avantages matériels pour la réalisation bien plus satisfaisante de supprimer la souffrance de ses semblables. Nous avons besoin d'une nation suffisamment courageuse pour nous mener dans cette direction. Elle rallierait à sa cause tous ceux qui souffrent et qui aspirent à une vie meilleure et tous ceux qui endurent une occupation étrangère ».
L'unification allemande était également vue comme un préalable indispensable à la création d'une fédération européenne que Giuseppe Mazzini et d'autres Européens promouvaient depuis trois décennies.
Au printemps 1834, Mazzini et une douzaine de réfugiés d'Italie, de Pologne et d'Allemagne fondèrent à Berne une nouvelle association portant le nom de « Giovine Europa » (Jeune Europe). Sa base et une autre grande idée était que, comme la Révolution française de 1789 avait élargi le concept de liberté individuelle, d'autres révolutions auraient maintenant besoin de liberté nationale. Il espérait que dans un futur évidemment distant, les nations libres se rassembleraient au sein d'une Europe fédérale avec une assemblée fédérale chargée de réguler leurs intérêts communs. Son intention était ni plus ni moins que le renversement de l'Europe telle qu'elle avait été conçue après le congrès de Vienne de 1815 avec le rétablissement d'une hégémonie oppressive de quelques grandes puissances qui bloquaient l'émergence de plus petites nations. Mazzini espérait, mais sans grand espoir, que sa vision d'une ligue ou d'une société de nations indépendantes pourrait être réalisée de son vivant. En pratique, Jeune Europe ne disposait pas de l'argent et du soutien populaire pour exister sur le long terme. Néanmoins il resta toujours fidèle à l'idéal d'un continent unifié pour lequel la création de nouvelles nations était un préalable indispensable.

### Réformes en Prusse etRealpolitik

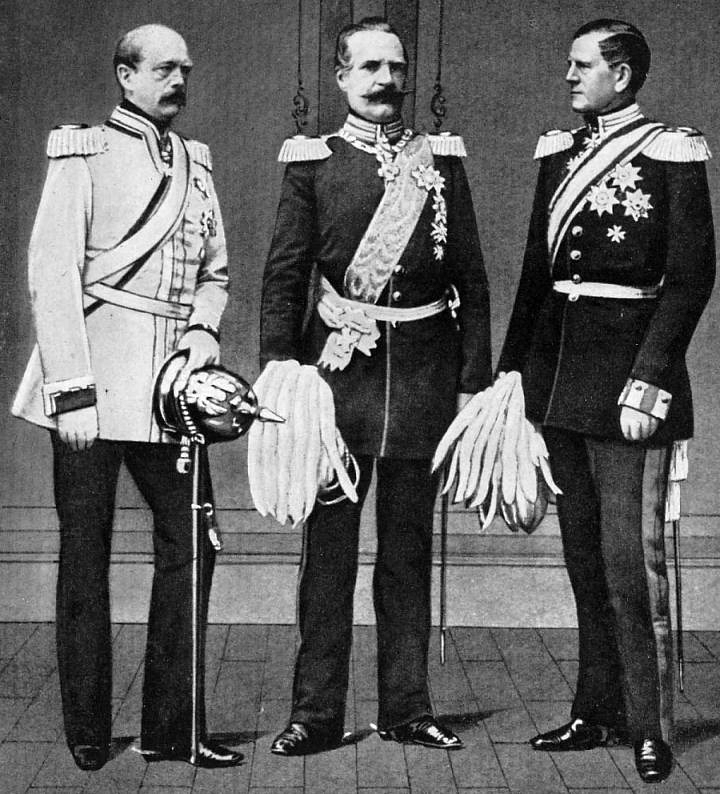
La convergence de direction de la diplomatie et de la politique réalisée par Otto von Bismarck (à gauche), la réorganisation de l'armée et de ses techniques d'entrainement par Albrecht von Roon (au centre) et la réforme des principes stratégiques et opérationnels par Helmuth von Moltke (à droite) placèrent la Prusse parmi les plus puissants États européens après 1860.

En 1859, Guillaume était devenu régent pour son frère malade Frédéric-Guillaume IV de Prusse ; Helmuth von Moltke était le chef d'état-major du quartier général prussien tandis qu'Albrecht von Roon occupait le poste de ministre de la guerre. Von Roon et Guillaume (qui prenait une part active dans ces discussions) réorganisèrent l'armée prussienne et Moltke modifia la défense de la Prusse en simplifiant le commandement opérationnel. Ces réformes (et la manière de les financer) provoquèrent une crise constitutionnelle car le parlement et le roi, via son ministre de la guerre, voulaient contrôler le budget militaire. Guillaume, couronné en 1862 sous le titre de Guillaume Ier, nomma Otto von Bismarck au poste de ministre-président de Prusse. Ce dernier résolut la crise en faveur du ministre de la guerre.
La guerre de Crimée de 1854-1855 et la Deuxième Guerre d'indépendance italienne perturbèrent les relations entre la France, la Grande-Bretagne, l'Autriche et la Russie. Dans le désordre qui s'ensuivit, la réorganisation de l'armée et la diplomatie de Bismarck influencèrent la reconstruction de l'équilibre des forces en Europe. Cela eut pour conséquence, l'établissement de la Prusse comme la puissance allemande dominante grâce à une combinaison de triomphes diplomatiques soutenus par la puissance militaire prussienne et un conservatisme teinté de pragmatisme : la Realpolitik.
Bismarck exprima l'essence de la Realpolitik dans son fameux discours du « Fer et du Sang » au comité du budget de la chambre des représentants de Prusse le 30 septembre 1862, peu après sa nomination au poste de ministre-président : « Les grandes questions de notre temps ne se décideront pas par des discours et des votes à la majorité, mais par le fer et le sang »,. Les termes de « fer » et de « sang » ont été parfois mal interprétés comme des preuves de la soif allemande pour le sang et le pouvoir. Premièrement, son discours, et la phrase « les grandes questions de notre temps ne se décideront pas par des discours et des votes à la majorité » est souvent interprétée comme un refus du processus politique, une position dont Bismarck ne s'est jamais fait l'avocat. Deuxièmement, son expression « le fer et le sang » n'implique pas une puissance militaire sans rivale de l'armée prussienne mais plutôt deux aspects importants : premièrement, la capacité des différents États allemands à produire du fer (et les matériels guerriers dérivés) et en second, la volonté de les utiliser si et quand cela serait nécessaire.

## Formation d'un État unifié
Le besoin à la fois du fer et du sang devint rapidement apparent. En 1862, lorsque Bismarck fit son discours, l'idée d'un État-nation allemand dans l'esprit pacifique du pangermanisme avait évolué pour s'accommoder de la Realpolitik de Bismarck. Pragmatique, Bismarck comprenait les possibilités, les obstacles et les avantages d'un État unifié et l'importance de lier cet État à la dynastie des Hohenzollern. Les traités liant les différents États allemands les uns aux autres l'empêchant de mener une action unilatérale ; le politicien et le diplomate en lui comprenaient l'impossibilité d'une telle action. Pour que les États allemands entrent en guerre, ou comme il suspectait, soient forcés de déclarer la guerre « ensemble » contre un ennemi commun, ce dernier devait d'abord s'en prendre à l'un des États allemands. Les historiens ont longtemps débattu du rôle de Bismarck dans les événements qui menèrent à la guerre franco-prussienne. Tandis que la vue traditionnelle, construite par les historiens pro-prussiens du XIXe siècle et du début du XXe siècle, avançait que Bismarck était le seul organisateur derrière l'unification, les historiens contemporains considèrent que Bismarck a agi en opportuniste et en cynique en manipulant les circonstances pour créer la guerre. Malgré tout, Bismarck n'était ni un méchant ni un saint et en manipulant les événements de 1866 et de 1870, il démontra les talents diplomatiques et politiques qui lui avaient valu sa nomination en 1862.

Du sud au nord : Le duché de Holstein en jaune, le duché de Schleswig en brun et rouge et la partie danoise du Jutland.

Trois événements furent décisifs dans la progression vers l'unification politique et administrative de l'Allemagne : la mort sans héritiers de Frédéric VII de Danemark qui mena à la guerre des Duchés de 1864, l'opportunité créée par l'unification italienne de disposer d'un allié contre l'Autriche lors de la guerre austro-prussienne de 1866 et la peur de la France d'un encerclement par les Hohenzollern qui la poussa à déclarer la guerre à la Prusse. Grâce à la combinaison du talent diplomatique et politique de Bismarck, de la réorganisation militaire de von Roon et de la stratégie de von Moltke, la Prusse démontra qu'aucun des signataires du traité de paix de 1815 ne pouvait faire respecter la sphère d'influence autrichienne en Europe centrale et acheva l'hégémonie en Allemagne,,.

### Question du Schleswig-Holstein
La première opportunité vint de la question du Schleswig-Holstein. Le 15 novembre 1863, Christian IX de Danemark devint roi du Danemark et Duc de Schleswig-Holstein. Le 18 novembre 1863, il signa la Constitution de Novembre et déclara que le duché de Schleswig faisait partie intégrante du Danemark. La Confédération germanique vit cela comme une violation du protocole de Londres de 1852 qui insistait sur le fait que le statut du royaume de Danemark était distinct de celui des duchés indépendants de Schleswig et d'Holstein. De plus, les populations du Schleswig-Holstein considéraient qu'elles ne faisaient pas partie du Danemark : une large majorité des habitants du Holstein était d'origine allemande et parlait l'allemand dans la vie de tous les jours et la population était plus mixte dans le Schleswig avec une forte minorité danoise.
Les tentatives diplomatiques pour faire annuler la Constitution de Novembre échouèrent et les combats commencèrent lorsque les troupes austro-prussiennes franchirent la frontière du Schleswig le 1er février 1864. Initialement, les Danois tentèrent de défendre leur pays en utilisant le Danevirke, un ancien mur de terre mais il se révéla rapidement indéfendable. L'armée danoise ne faisait pas le poids face aux troupes combinées de la Prusse et de l'Autriche et ne pouvait compter sur l'aide de ses voisins nordiques (le Danemark avait violé les traités). Le fusil Dreyse, l'un des premiers fusils à chargement par la culasse à être utilisé, aida les Prussiens dans cette guerre et dans la guerre austro-prussienne deux ans plus tard. Ce fusil permettait de tirer en étant allongé tandis que son équivalent à chargement par la bouche ne pouvait tirer qu'un seul coup et se rechargeait debout. La guerre des Duchés se termina par la victoire de la Prusse et de l'Autriche et les deux pays prirent le contrôle du Schleswig-Holstein dans le traité de Vienne du 30 octobre 1864.

### Guerre entre l'Autriche et la Prusse en 1866

Situation au déclenchement de la guerre :
Prusse
Autriche
Alliés de la Prusse
Alliés de l'Autriche
Neutres
Sous administration conjointe (Schleswig-Holstein)

En 1866, de concert avec le nouvel État italien, Bismarck créa un environnement diplomatique dans lequel l'Autriche déclara la guerre à la Prusse. Le dramatique prélude à la guerre eut principalement lieu au parlement de Francfort, où les deux puissances prétendaient parler au nom de tous les États allemands. En avril 1866, le représentant prussien à Florence signa un accord secret avec les Italiens. Cet accord prévoyait une clause d'assistance mutuelle dans le cas d'une guerre avec l'Autriche. Le jour suivant, le délégué prussien à Francfort présenta un plan appelant à la rédaction d'une constitution nationale et d'une assemblée nationale élue directement par le suffrage universel. La connaissance des relations ambiguës et difficiles entre Bismarck et le parlement prussien causèrent un large scepticisme parmi les libéraux allemands, qui virent en cette proposition un stratagème destiné à assoir la puissance prussienne.
Le débat sur la constitution nationale proposée devint très important lorsque les troupes italiennes firent mouvement dans le Tyrol le 21 avril 1866 et le long de la frontière avec le royaume de Lombardie-Vénétie, sous domination autrichienne. Le gouvernement de Vienne décréta la mobilisation partielle de l'armée dans les régions du sud ; les Italiens répondirent avec une mobilisation générale. En dépit des appels pour une pensée rationnelle et le calme, la Prusse, l'Italie et l'Autriche se précipitèrent vers un conflit armé. Le 1er mai, Guillaume Ier donne le commandement de l'armée à von Moltke et le jour suivant la mobilisation générale fut décrétée,.
À la diète, le groupe des États de taille intermédiaire, connu sous le nom de Mittelstaaten rassemblant la Bavière, le Wurtemberg, les grands-duchés de Bade et de Hesse, les duchés de Saxe-Weimar, de Saxe-Meiningen et de Saxe-Cobourg et la ville de Nassau étaient en faveur d'une démobilisation complète au sein de la Confédération. Leurs gouvernements rejetèrent le mélange de promesses et de menaces de Bismarck qui espérait ainsi obtenir leur soutien contre les Habsbourg. Le cabinet de guerre prussien comprit que ses seuls soutiens contre les Autrichiens étaient les grands-duchés de Mecklembourg-Schwerin et de Mecklembourg-Strelitz (petites principautés le long de la frontière du Brandebourg sans grands moyens militaires ou influence politique), et son seul allié à l'étranger était l'Italie.
L'opposition à la politique armée de la Prusse apparut dans les autres groupes sociaux et politiques. Dans les conseils municipaux de toute l'Allemagne, les parlementaires libéraux, pourtant en faveur d'un État unifié, et les chambres de commerce, qui attendaient de grands avantages d'une unification, s'opposaient à une guerre entre la Prusse et l'Autriche, perçue comme étant un conflit ne servant que les intérêts des dynasties et pas les leurs. L'opinion publique s'opposait également à la domination prussienne. Les populations catholiques le long du Rhin, particulièrement dans les régions cosmopolites de Cologne et de la vallée de la Ruhr, continuaient à se rallier à l'Autriche. À la fin du printemps, la plupart des États allemands importants continuaient à s'opposer aux efforts de Berlin pour réorganiser l'espace allemand par la force. Le cabinet prussien voyait l'unité allemande comme une recherche de puissance et de suprématie. Les libéraux de l'assemblée de Francfort voyaient plutôt l'unification comme un processus de négociation et de répartition du pouvoir entre les différentes entités.

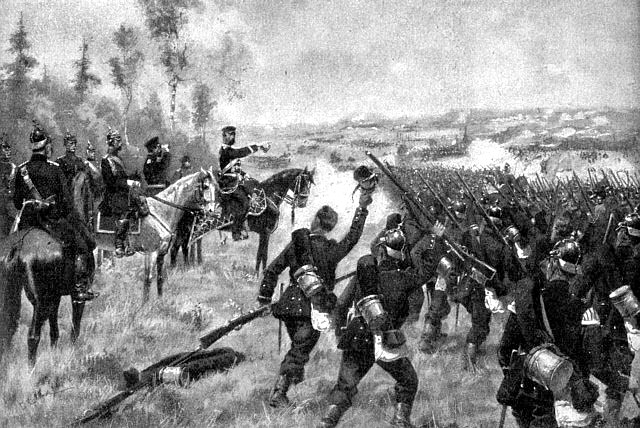
Le prince prussien Frédéric-Charles ordonne à ses troupes enthousiastes d'attaquer lors de la bataille de Sadowa. Le prince et ses troupes arrivèrent tardivement et au mauvais endroit mais lorsqu'il fut sur place, il lança ses troupes directement dans la mêlée. Cette bataille décisive, remportée par les Prussiens, força les Habsbourg à mettre un terme à la guerre et jeta les bases de la Kleindeutschland ou l'Allemagne sans l'Autriche.

Même si de nombreux États allemands s'étaient initialement alliés à l'Autriche, ils restèrent sur la défensive et ne prirent pas d'initiatives concrètes contre les troupes prussiennes (voir armée de la confédération germanique). L'armée autrichienne affronta la Prusse avec l'unique aide de la Saxe. Pour compliquer la situation, la mobilisation italienne le long de la frontière vénitienne nécessitait le redéploiement de troupes pour les combattre. Malgré d'importants succès sur ce front (Custoza ou Lissa), les Prussiens remportèrent une victoire éclatante lors de la bataille de Königgrätz près du village de Sadowa.

### La Realpolitik et la Confédération de l'Allemagne du Nord
Une paix rapide était essentielle pour empêcher la Russie d'entrer en guerre du côté de l'Autriche. La Prusse annexa le Hanovre, le Hesse-Cassel, le duché de Nassau et la ville libre de Francfort. Le grand-duché de Hesse perdit quelques territoires mais pas sa souveraineté. Les États au sud du Main (grand-duché de Bade, royaumes de Wurtemberg et de Bavière) signèrent des traités séparés imposant des indemnités et la formation d'alliance pour les amener dans la sphère d'influence prussienne. L'Autriche et la plupart de ses alliés furent exclus de la Confédération de l'Allemagne du Nord.
La confédération de l'Allemagne du Nord adopta un « fédéralisme apparent », l'hégémonie de la Prusse est en effet nette dans la nouvelle entité et fut écrite dans la constitution. Toutefois les États gardaient en partie leurs autonomies. Pour justifier ce choix Bismarck déclara aux partisans d'une Allemagne centralisée : « On ne peut ni ignorer l'histoire passée, messieurs, ni décider de l'avenir »,.
La fin de la domination autrichienne sur les États allemands déplaça l'attention de l'Autriche vers les Balkans. En 1867, l'empereur autrichien François-Joseph accepta le Compromis austro-hongrois de 1867 dans lequel il donnait à ses partenaires hongrois les mêmes droits que les Autrichiens, créant ainsi la double monarchie d'Autriche-Hongrie. À travers le traité de Prague, l'Autriche, bien que largement victorieuse sur le terrain militaire, doit abandonner la riche province de Vénétie. Les Habsbourg cèdent cette dernière à la France qui transfère son contrôle à l'Italie. L'opinion publique française ressentit la victoire prussienne comme une agression et réclama une « Revanche pour Sadowa », ce qui contribua à la montée d'un sentiment anti-prussien en France. Cette méfiance, qui s'accéléra dans les mois suivants, mena à la guerre franco-prussienne. En outre, Bismarck, comme l'indique le compte rendu du conseil du roi du 28 février, avait laissé entendre que la France pourrait annexer des portions de la Belgique et du Luxembourg en échange de sa neutralité. Toutefois quand début 1867, Napoléon III tente de racheter au roi des Pays-Bas le Luxembourg, le chancelier allemand non seulement n'apporte pas son soutien, mais en plus divulgue les intentions de l'empereur français dans la presse, suscitant une vive réaction parmi les nationalistes allemands, empêchant ainsi définitivement la transaction. Finalement la crise du Luxembourg se conclut par la signature du traité de Londres de 1867 neutralisant le Grand-duché.
La défaite autrichienne entraîna une réorganisation de l'organisation régionale et du libéralisme,. La nouvelle Confédération d'Allemagne du Nord possédait sa propre constitution, son propre drapeau et ses propres structures administratives et politiques. La Prusse, sous l'influence de Bismarck, avait vaincu la résistance active de l'Autriche à l'idée d'une Allemagne unifiée par une victoire militaire. Cependant, si cette politique avait diminué l'influence de l'Autriche sur les États allemands, elle brisa l'esprit d'une unité pangermanique car la plupart des États allemands s'inquiétaient la puissance prussienne.

### Vers l'unification

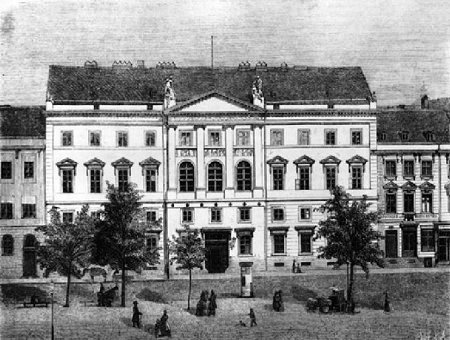
Palais Hardenberg à Berlin, siège de la chambre des représentants de Prusse et du Zollparlament

Dès 1866, la question de la complétion de l'unité allemande occupait toute la classe politique. Différentes possibilités se présentent : par fusion simple entre le nord et le sud du pays, au travers du Zollverein, progressivement ou brutalement, par la rue (par le bas) ou par les princes (par le haut).
Les principaux États non rattachés à la Confédération de l'Allemagne du Nord étaient alors la Bavière, le Wurtemberg, le pays de Bade et la Hesse. D'un côté, ils étaient attachés à leur souveraineté, animés d'un sentiment anti-prussien et privilégiaient la solution fédéraliste. D'un autre, le pacte défensif, secret jusqu'à la crise luxembourgeoise, qu'ils signèrent avec la Prusse en été 1866, prévoyait qu'en cas de guerre le commandement des troupes allemandes serait exclusivement prussien. Ils étaient économiquement dépendants du nord de l'Allemagne, que ce soit au niveau des exportations, de l'énergie ou du besoin de financement. Ces différents facteurs rendaient leurs marges de manœuvre faibles. Les tentatives de former un bloc sud uni qui viendrait faire contrepoids à la Confédération de l'Allemagne du Nord, portées par le ministre-président bavarois Hohenlohe, échouèrent pour diverses raisons, notamment parce que la crise luxembourgeoise avait montré que les États du sud avait besoin de la protection prussienne.
Bismarck, aidé par sa majorité nationale-libérale, tenta de se diriger vers l'unification par l'élargissement de compétences du Zollverein. Il obligea les États du sud à participer au Zollparlament, le nouveau parlement élu du Zollverein, qui devait servir de moyen de pression sur les princes pour aboutir à l'État-Nation allemand. Cependant la victoire des partisans du maintien de la souveraineté des différents États face aux partisans de l'unification aux élections, fit échouer ses plans.
Ainsi, si les États du sud présentaient encore une résistance face à l'unification, leurs désunions et leur dépendance vis-à-vis du nord rendaient peut-être inéluctable l'évolution vers l'unification.

## Guerre entre la France et la Prusse (1870)
En 1870, trois leçons importantes de la guerre franco-prussienne pouvaient être tirées : à travers la force des armes, un État puissant pouvait défier les vieilles alliances et les sphères d’influences mises en place en 1815 ; à travers des manœuvres diplomatiques, un dirigeant doué pouvait créer un environnement dans lequel un État devrait déclarer la guerre en premier, forçant ainsi les autres États à entrer dans des alliances protectrices pour venir en aide à la soi-disant victime de l’agression extérieure ; enfin, comme sa capacité militaire excédait de loin celle de l’Autriche, la Prusse était visiblement le seul État au sein de la Confédération ou de l’ancien Empire romain germanique à pouvoir protéger les États allemands contre une potentielle agression. En 1866, la plupart des États allemands de taille intermédiaire s'étaient opposés à la Prusse alors qu’en 1870, ces États avaient été amenés par la force ou par la ruse à former une alliance défensive avec la Prusse. Dans l’éventualité où un État européen déclarerait la guerre à l’un de ses membres, tous les autres viendraient au secours de l’État attaqué. En manipulant très habilement les affaires européennes, Bismarck créa une situation dans laquelle la France jouerait le rôle d’agresseur et la Prusse celui de protecteur des droits et des libertés allemandes.

### «Exciter le taureau gaulois»
Le congrès de Vienne avait rétabli sur le trône d'Espagne Ferdinand VII. En 1868, une révolution avait renversé la reine Isabelle II d'Espagne et le trône restait vacant tandis que cette dernière vivait un somptueux exil à Paris. Les Espagnols, à la recherche d'un successeur catholique convenable, avaient offert le titre à trois princes européens, chacun rejeté par Napoléon III. Finalement, la régence offrit le trône à Leopold de Hohenzollern-Sigmaringen, un prince de la branche cadette des Hohenzollern catholiques.
Au cours des semaines suivantes, l’offre espagnole déchaîna les passions en Europe. Bismarck encouragea Léopold à accepter l’offre. L’installation d’un roi Hohenzollern en Espagne signifierait que deux pays de chaque côté de la France auraient des rois allemands de la lignée des Hohenzollern, ce qui était très intéressant pour Bismarck mais inacceptable pour Napoléon III ou pour Agénor de Gramont, son ministre des affaires étrangères. Gramont écrivit un ultimatum incisif à Guillaume Ier, en tant que chef de la famille des Hohenzollern, indiquant que si un prince de cette dynastie acceptait la couronne d’Espagne, le gouvernement français serait forcé de répondre, la nature de la réponse restant ambiguë. Le prince retira sa candidature, ce qui apaisa la crise, mais l’ambassadeur français à Berlin refusait d’en rester là. Il approcha directement le roi de Prusse alors qu’il se trouvait en vacances dans la ville thermale de Bad Ems et lui demanda de signer une déclaration par laquelle il renonçait à soutenir l’installation d’un prince Hohenzollern sur le trône d’Espagne. Guillaume Ier refusa de signer un tel accord et envoya à Bismarck une dépêche décrivant les exigences françaises. Ce dernier exploita le télégramme du roi, appelé la Dépêche d'Ems, reformula la lettre de manière provocante car il souhaitait « exciter le taureau gaulois », et la fit paraître dans la presse. La réaction française dépassa toutes ses espérances : l’opinion publique française déjà chauffée à blanc par la défaite autrichienne réclama la guerre.

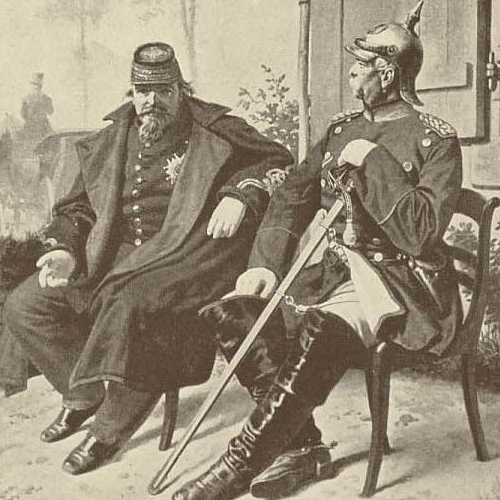
L’empereur Napoléon III et Bismarck, le 2 septembre 1870 après la bataille de Sedan. Reproduction d’une œuvre de Wilhelm Camphausen. La défaite de l’armée française déstabilisa le Second Empire et entraîna la création de la Troisième République.

### Opérations militaires
Napoléon III avait essayé d’obtenir des territoires de chaque côté avant et après la guerre austro-prussienne, mais en dépit de son rôle de médiateur dans les négociations de paix, il n’obtint rien. Il espéra ensuite que l’Autriche se lancerait dans une guerre de revanche et que ses anciens alliés, particulièrement les États du sud de l’Allemagne comme la Bade, le Wurtemberg ou la Bavière se joindraient à elle mais, après le traité de 1866, tous les États allemands étaient militairement unis, sans toutefois afficher un grand enthousiasme pour faire face à la France. Au lieu d’une guerre de revanche contre la Prusse, soutenue par plusieurs alliés allemands, la France entra dans la guerre sans aucun soutien. La combinaison de la réorganisation militaire de von Roon et la stratégie de von Moltke furent cruciales. La rapidité de la mobilisation prussienne époustoufla les Français ; et leur capacité à concentrer leurs forces en des points spécifiques rappelant les stratégies de Napoléon Ier, 70 ans plus tôt, submergea les troupes françaises. Exploitant le dense réseau ferroviaire, les troupes prussiennes arrivaient sur le champ de bataille reposées et prêtes à combattre tandis que les unités françaises devaient marcher plusieurs kilomètres pour rejoindre le lieu de la bataille. Mal commandée, et moins bien équipée que l’armée prussienne, l’armée française s’engagea dans une guerre à laquelle elle n’était pas préparée. Après plusieurs batailles, notamment celles de Forbach, Wœrth, de Mars-la-Tour et de Saint-Privat, l’armée française fut mise en déroute et les Allemands avancèrent vers la ville stratégique de Metz et la capitale, Paris. L’empereur français et une armée complète furent faits prisonniers à Sedan le 1er septembre 1870.

### Proclamation de l'Empire Allemand
L’humiliante capture de l’empereur français et la perte d’une grande partie de l’armée française, faite prisonnière dans un camp improvisé en Sarre, appelé « camp de la misère », provoqua une terrible tourmente au sein du gouvernement français. L’opposition renversa l'Empire et proclama la République. Le haut-commandement allemand espérait l’ouverture de négociations de paix, mais le gouvernement provisoire refusa de se rendre. L’armée prussienne encercla la capitale et le Siège de Paris dura jusqu'à la mi-janvier.
En premier lieu, les grands-duchés de Bade et de Hesse-Darmstadt demandaient leur intégration à la confédération d'Allemagne du Nord. En Bavière, principal obstacle à l'unité, et dans le Wurtemberg, la guerre provoqua une vague de nationalisme qui même là, submergea les résistances particularistes et anti-prussiennes. Ce revirement de l'opinion populaire, accompagné de la peur de l'isolement politique, les convainquirent de négocier leur intégration au nouvel État allemand. La Bavière voulait un État constitué de deux cercles d'influence : une union forte au nord, suivant le modèle de la confédération d'Allemagne du Nord, et une union plus distendue pour le sud. Toutefois, sa faiblesse diplomatique lui fit rapidement abandonner ces vues. Finalement, le Wurtemberg et la Bavière, qui s'étaient vus garantir leurs droits en matière de chemin de fer et de postes notamment, levèrent leurs réserves et permirent ainsi la formation de l'État allemand. Bismarck rédigea lui-même la Kaiserbrief, par laquelle Louis II de Bavière demanda à Guillaume Ier d'accepter la couronne d'empereur d'Allemagne. Afin d'obtenir son accord, Bismarck offrit à Louis II une indemnité puisée dans les fonds Welfs. Il lui fallut cependant beaucoup d'effort pour faire accepter à Guillaume Ier le titre d'empereur, ce dernier craignant une perte de signification de son titre de roi de Prusse,.
Le 18 janvier 1871, les princes allemands et le commandement militaire proclamèrent Guillaume Ier empereur allemand dans la galerie des Glaces du château de Versailles. D'après le traité de Francfort, la France devait céder les territoires d'Alsace-Lorraine, payer une forte indemnité, calculée sur la base de la population, comme l'avait fait Napoléon Bonaparte en Prusse en 1807 et devait accepter, enfin, l'occupation allemande de Paris et d'une grande partie du nord de la France jusqu'au paiement de cette indemnité.

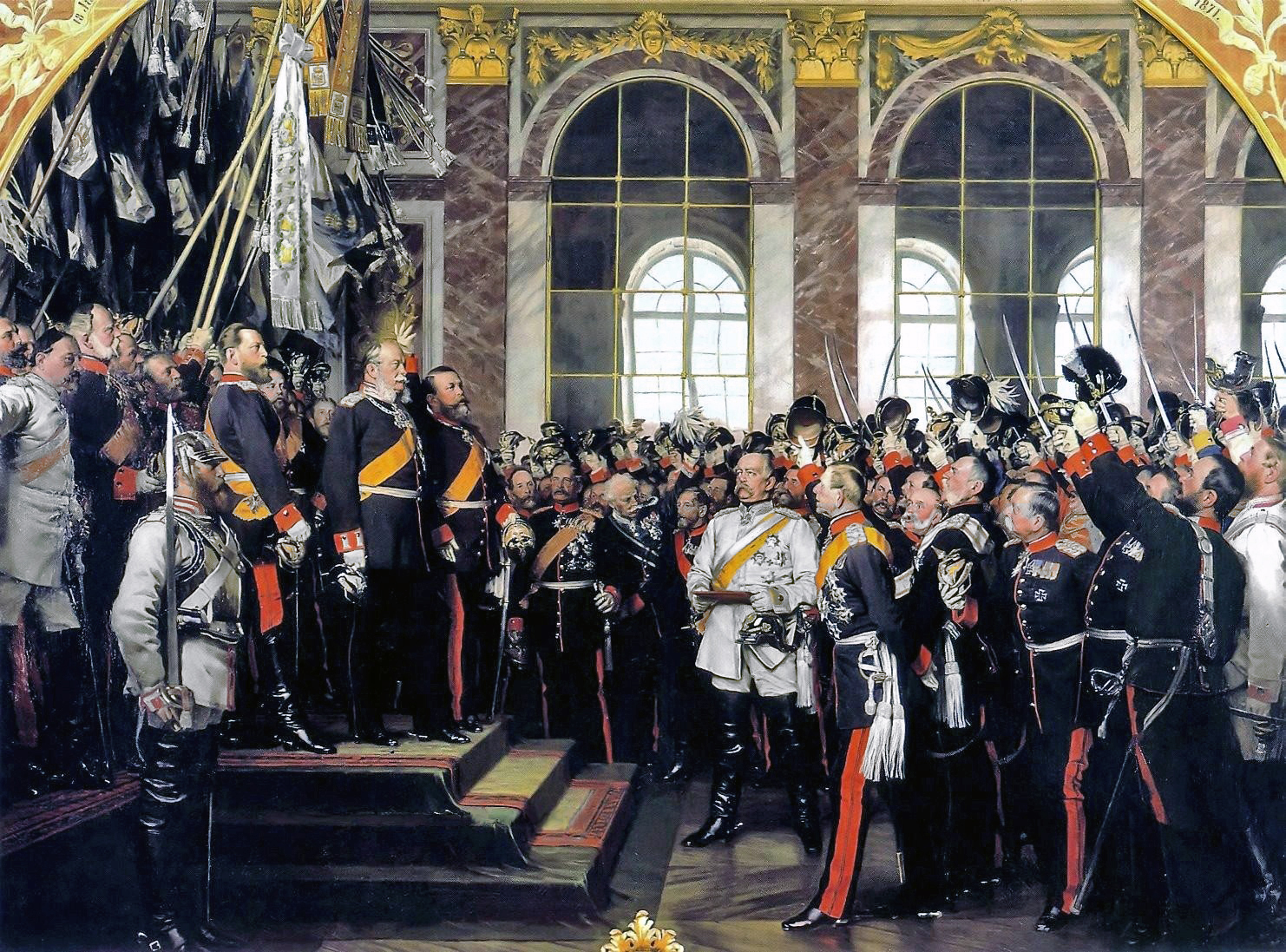
18 janvier 1871 : proclamation de l'Empire allemand dans la galerie des Glaces du château de Versailles. Bismarck (au centre) apparaît en blanc. Le prince Frédéric et futur Frédéric III se tient à droite de son père. Peinture d'Anton von Werner de 1885.

### Importance dans le processus d'unification
La victoire dans la guerre franco-prussienne fut le couronnement de la question nationaliste. Dans la première moitié des années 1860, l'Autriche et la Prusse avançaient qu'ils pouvaient parler au nom des États allemands. Les deux maintenaient qu'ils pouvaient soutenir les intérêts allemands à l'étranger et protéger les intérêts allemands à l'intérieur. En répondant à la question du Schleswig-Holstein, ils démontrèrent leur application à le faire. Après la victoire sur l'Autriche en 1866, la Prusse affirma son autorité sur les autres États allemands alors que l'Autriche, de son côté, se tournait vers ses possessions des Balkans. La victoire sur la France en 1871 confirma le fait que la Prusse jouait le rôle dominant dans l'État allemand unifié. Avec la proclamation de Guillaume en tant que Kaiser, la Prusse assumait la direction du nouvel empire. Les États du sud devinrent officiellement incorporés dans l'Allemagne unifiée lors du traité de Versailles du 26 février 1871, par la suite ratifié lors du traité de Francfort du 10 mai 1871 qui mit fin à la guerre. Bien que Bismarck ait mené la transformation de l'Allemagne d'une lâche confédération en un État-nation fédéral, il ne l'avait pas fait seul. L'unification eut lieu sur la base d'une tradition de collaboration légale issue du Saint-Empire romain germanique et avec la collaboration économique à travers le Zollverein. Les difficultés du Vormärz, l'impact des libéraux de 1848, l'importance de la réorganisation militaire prussienne jouèrent également un rôle important dans l'unification politique.

### Réactions internationales
Benjamin Disraeli, meneur du parti conservateur anglais, déclara dans un discours du 9 février 1871 que l'unité allemande venait bouleverser complètement l'équilibre des puissances en Europe, celui du congrès de Vienne, et que le principal perdant de ce bouleversement était l'Angleterre. L'État allemand devint une nouvelle menace pour la France notamment, alors qu'auparavant les États allemands avaient juste assez de puissance pour se défendre. Cependant, les autres grandes puissances acceptèrent facilement l'unité allemande, que ce soit l'Autriche-Hongrie, devenue allié de l'Allemagne, ou la Russie, dont le tsar Alexandre II est le neveu de Guillaume Ier. La Grande-Bretagne ne donna son consentement que parce qu'elle obtint l'assurance que l'Allemagne ne se lancerait pas dans une politique coloniale ni de construction de flotte,.

## Unification politique et administrative
Le nouvel Empire allemand comportait 25 États ; trois d'entre eux étaient des villes de la Hanse. L'Empire réalisait la solution petite-allemande en excluant l'Autriche. L'unification des différents États en un seul demandait plus que des victoires militaires même si celles-ci ont joué un rôle décisif. Elle nécessitait en effet une évolution des comportements culturels, sociaux et politiques.

### États de l'Empire allemand
Bien que souvent désigné comme une fédération de monarques, l'Empire allemand, au sens strict du terme, fédérait un groupe d'États :

La Prusse était l'État dominant du nouvel Empire allemand

États
- Royaumes
  -  Royaume de Prusse
  -  Royaume de Bavière
  -  Royaume de Saxe
  -  Royaume de Wurtemberg
- Grands-duchés
  -  Grand-duché de Bade
  -  Grand-duché de Hesse
  -  Grand-duché de Mecklembourg-Schwerin
  -  Grand-duché de Mecklembourg-Strelitz
  -  Grand-duché d'Oldenbourg
  -  Grand-duché de Saxe-Weimar-Eisenach
- Duchés
  -  Duché d'Anhalt
  -  Duché de Brunswick
  -  Duché de Saxe-Altenbourg
  -  Duché de Saxe-Cobourg et Gotha
  -  Duché de Saxe-Meiningen
- Principautés
  -  Principauté de Lippe
  -  Principauté de Reuss branche aînée
  -  Principauté Reuss branche cadette
  -  Principauté de Schaumbourg-Lippe
  -  Principauté de Schwarzbourg-Rudolstadt
  -  Principauté de Schwarzbourg-Sondershausen
  -  Principauté de Waldeck-Pyrmont
- Villes libres et hanséatiques
  -  Brême
  -  Hambourg
  -  Lübeck
- Territoire d'Empire
  -  Alsace-Lorraine

### Structure politique de l'Empire
La constitution de la Confédération d'Allemagne du Nord devint (avec quelques ajustements) la Constitution de l'Empire allemand de 1871. Avec cette dernière, la nouvelle Allemagne obtenait quelques caractéristiques démocratiques et notamment le Reichstag, qui, contrairement au parlement de Prusse, constitué de la Chambre des seigneurs de Prusse et de la Chambre des représentants de Prusse, accueillait des représentants élus au suffrage universel direct de tous les hommes de plus de 25 ans. La transparence des élections enorgueillissait le parlement national.
Cependant, la législation imposait l'accord du Bundersrat, le conseil fédéral des députés des différents États et sur lequel la Prusse avait une forte influence. Le pouvoir exécutif incarné par le roi de Prusse en tant que Kaiser, qui nommait le chancelier, accroissait l'influence de la Prusse sur la vie politique. Ce dernier n'était responsable que devant l'empereur et n'obéissait qu'à lui. De plus, à l'exception des années 1872-1873 et 1892-1894, le chancelier impérial était simultanément le ministre-président de Prusse. Le Bunderstag avait le droit de faire passer, d'amender ou de rejeter la loi mais ne pouvait pas initier sa rédaction, rôle réservé au chancelier. Les différents États conservaient leurs propres gouvernements mais les forces militaires des plus petits États passaient sur contrôle prussien. Les armées des plus grands États (comme la Bavière ou la Saxe) conservaient une certaine autonomie mais subirent de larges réformes pour s'adapter aux principes militaires prussiens et passaient sous contrôle fédéral en temps de guerre.

## Au-delà des mécanismes politiques: former une nation
Si les rassemblements de Wartbourg et de Hambach avaient manqué d'un appareil constitutionnel et administratif, le problème fut résolu entre 1866 et 1871. Cependant, comme les Allemands le découvrirent, les grands discours, les drapeaux, les foules enthousiastes, la constitution, la réorganisation politique, la révision des unions douanières en 1867-1868 et la création d'une entité impériale ne constituaient pas pour autant une nation.
L'un des éléments clés d'un État-nation est la création d'une culture nationale fréquemment issue, mais pas nécessairement, d'une politique nationale,,. Dans la nouvelle nation allemande, le Kulturkampf (combat pour la culture), de 1872 à 1878, et qui suivit l'unification politique, économique et administrative, tenta de résoudre certaines des contradictions de la société allemande. En particulier, il impliqua une lutte à propos de la langue, de l'éducation et de la religion. Une politique de germanisation des peuples non allemands de l'Empire, dont les minorités polonaise et danoise fut lancée avec la généralisation de l'allemand. La réforme s'intéressa également à la religion du nouvel empire.

### Nouveaux symboles

Drapeau de l'Empire allemand

Le nouvel État se dota plus ou moins rapidement de symboles nationaux. Les premiers d'entre eux étaient le titre de Kaiser et le nom de Reich pour l'État fédéral, rappelant tous deux l'héritage du Saint-Empire germanique. L'Empire ne disposait certes pas d'une fête nationale officielle, mais la commémoration de la bataille de Sedan en fait de facto office. De même, le nouvel État n'avait pas d'hymne national, les chansons Die Wacht am Rhein et Heil dir im Siegerkranz dans les années 1870 puis la Deutschlandlied dans les années 1890 étaient de véritables symboles nationaux. Le drapeau reprit quant à lui les couleurs prussiennes : le blanc et le noir, auquel vient s'ajouter le rouge. Les couleurs noir-rouge-or du mouvement nationaliste, qui avait déjà servi lors de la révolution de Mars, ne furent pas reprises. Enfin, la construction de nombreux monuments commémoratifs à l'effigie de l'empereur ou de la Germania, comme le Niederwalddenkmal, devaient cimenter le sentiment national allemand.

### Kulturkampf
Pour certains allemands, la définition d'une nation n'incluait pas le pluralisme, et les catholiques en particulier furent mis sous surveillance ; certains Allemands et particulièrement Bismarck s'inquiétaient d'une connexion entre les catholiques et le pape qui pourrait les rendre moins loyaux envers l'empereur. En tant que chancelier fédéral, Bismarck tenta sans succès de limiter l'influence de l'Église catholique romaine et de son bras politique, le Zentrum dans les écoles et dans les politiques d'éducation. Le Zentrum resta particulièrement ancré dans ses bastions catholiques de Bavière et de Bade ainsi que dans les zones urbaines qui accueillaient les populations rurales à la recherche de travail dans l'industrie et il essaya de protéger les droits, non seulement des catholiques, mais également ceux des minorités comme les Polonais ou les Français d'Alsace-Lorraine. Après les « lois de mai 1873 », les prêtres furent nommés et leur éducation passa sous le contrôle de l'État, ce qui entraîna la fermeture de nombreux séminaires et une pénurie de prêtres. Les « lois sur les congrégations » de 1875 abolirent les ordres religieux, mirent un terme aux subventions à l'Église catholique et supprimèrent les protections religieuses de la constitution prussienne.

### Intégration de la communauté juive

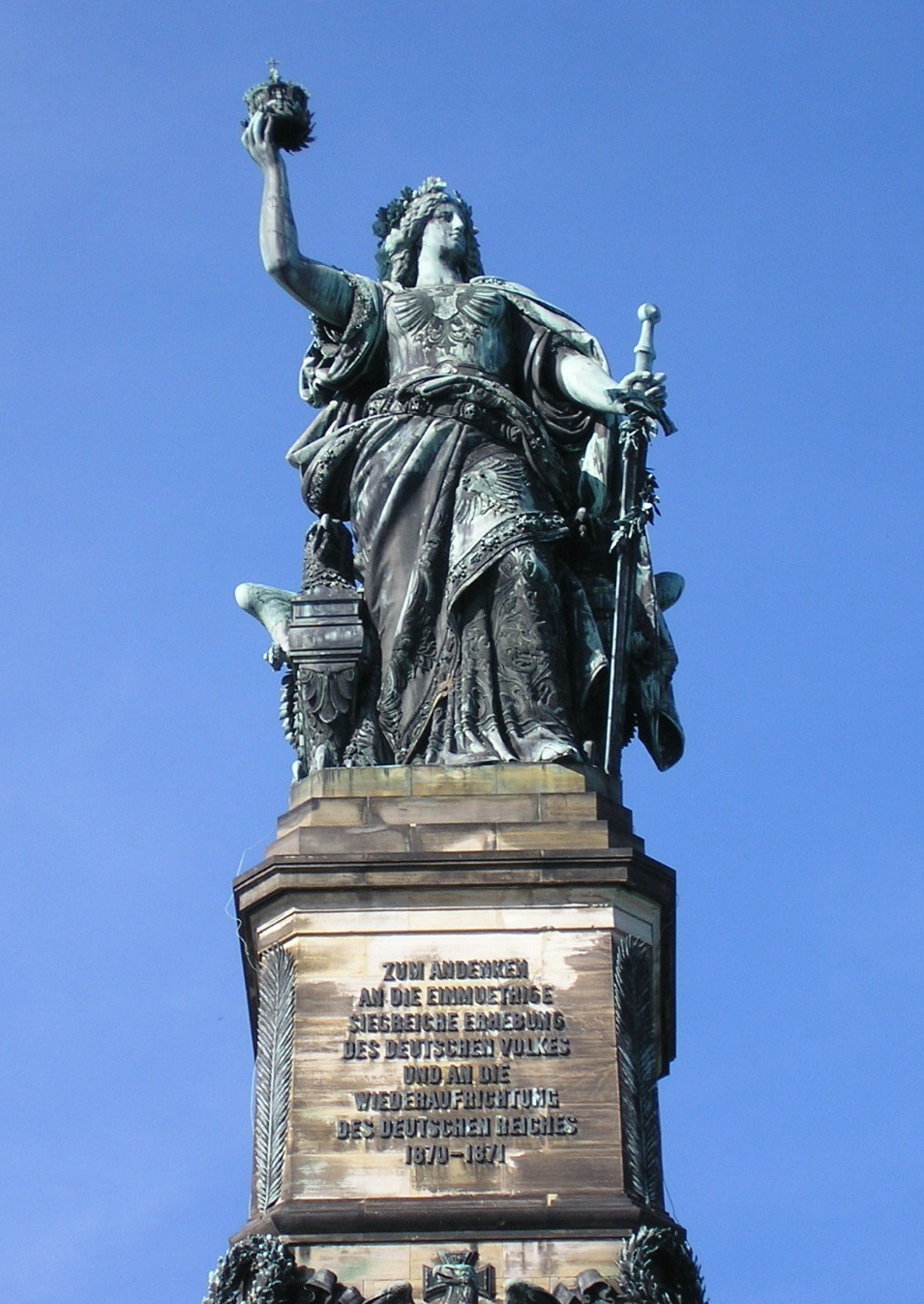
La statue Germania qui trône sur le Niederwalddenkmal de Rüdesheim am Rhein, érigée entre 1877-1883, commémore la victoire sur la France en 1871.

Les juifs germanisés restaient une population vulnérable au sein du nouvel État allemand. Depuis 1780, après l'émancipation de l'empereur Joseph II, les juifs des anciens territoires des Habsbourg disposaient de privilèges économiques et légaux considérables par rapport à ceux vivant dans les autres territoires germanophones : ils pouvaient posséder des terres et n'étaient pas obligés de vivre dans les quartiers juifs (également appelés Judengasse ou « allée des juifs »). Ils pouvaient également faire des études universitaires et exercer des professions libérales. Durant l'ère napoléonienne, de nombreuses vieilles barrières entre les juifs et les chrétiens tombèrent. Napoléon avait ordonné l'émancipation des juifs dans tous les territoires soumis à l'autorité française. Les juifs les plus aisés, comme leurs voisins français, soutenaient les salons littéraires qui apparurent à Berlin et à Francfort et où les intellectuels allemands développèrent leur propre forme de philosophie politique. Au cours des décennies qui suivirent, les réactions contre le mélange des juifs et des chrétiens limita l'influence de ces salons. Par ailleurs, les juifs continuèrent le processus de germanisation grâce auquel ils s'assimilèrent à la société allemande. Les mouvements de réformes religieuses au sein de la communauté juive jouèrent également un rôle important dans cette évolution.
Au cours des années de l'unification, les juifs allemands jouèrent un rôle important dans la construction des fondations des vies sociale et intellectuelle de l'Allemagne. Les expulsions des juifs de Russie dans les années 1880 et 1890 compliquèrent l'intégration dans la sphère publique allemande. Ces derniers arrivaient dans les villes du nord de l'Allemagne par milliers et ils étaient généralement peu éduqués et très pauvres, souffrant des maux liés à cette pauvreté (maladies, surpeuplement des logements, chômage, absentéisme scolaire, refus d'apprendre l'allemand…), ce qui les rendait différents à la fois des chrétiens mais également des populations juives locales.

### Nouveau nationalisme
Le mouvement nationaliste s'était fortement développé pendant les années précédant l'unification. Les scores aux élections législatives de 1871 et 1874 du parti national-libéral, avec respectivement 30,1 % et 29,7 % des voix en témoignent. En 1871, le mouvement nationaliste avait toutefois atteint son objectif : l'Allemagne est unifiée, il perdit en quelque sorte sa raison d'être. Le mouvement changea donc de direction, il participe activement à la politique d'intégration agressive mise en place par Otto von Bismarck. Il faut maintenant lutter contre l'ennemi intérieur. Si le nationalisme se définissait au départ par l'appartenance à une communauté culturelle et sociale, il tendit au moment du départ du chancelier à se confondre avec un nationalisme de l'Empire. Tendance qui se révéla encore plus nettement dans l'Allemagne de Guillaume II qui mena la Weltpolitik (politique mondiale).

### Écrire l'histoire d'une nation

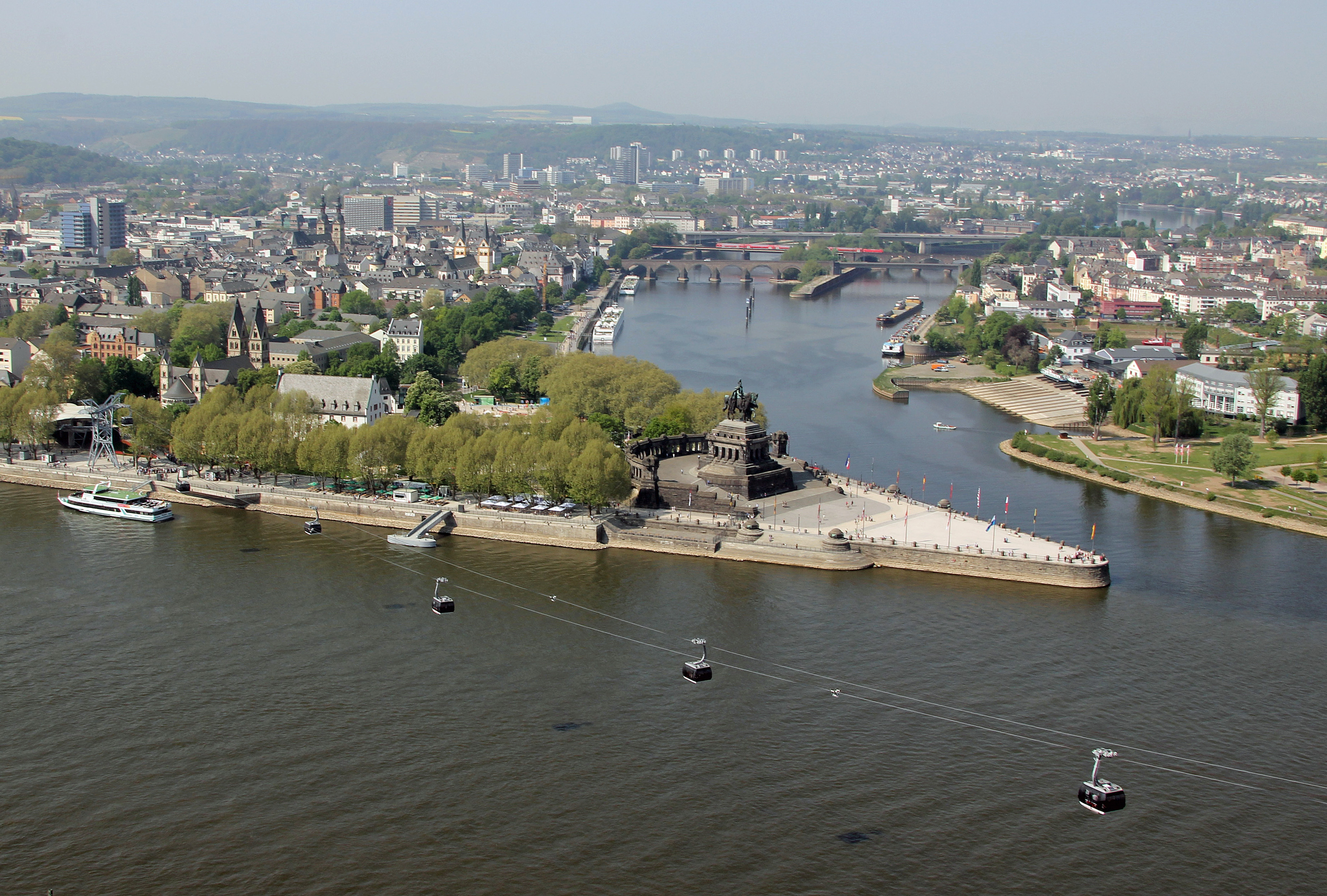
Le Deutsches Eck (« Coin allemand ») dédié au Kaiser Guillaume Ier se trouve au confluent du Rhin (en bas) et de la Moselle (en haut) à Coblence. Photo prise en 2011.

Un autre élément de la construction d'une nation, le récit d'un passé historique, fut réalisée par des historiens nationalistes allemands tel que l'homme politique Friedrich Dahlmann (1785-1860), son élève conservateur Heinrich von Treitschke (1834-1896) et d'autres conservateurs comme Theodor Mommsen (1817-1903) et Heinrich von Sybel (1817-1895) par exemple.
Le livre Histoire de l'Allemagne au XIXe siècle d'Heinrich von Treitschke paru en 1879 s'intéressait toutefois, malgré son titre, à l'histoire de la Prusse et racontait l'histoire des germanophones à travers la destinée prussienne d'unir tous les États allemands sous son contrôle. La création du « mythe borussien » établissait la Prusse comme le sauveur de l'Allemagne ; la destinée des Allemands était de s'unir et c'était le destin de la Prusse de jouer le rôle dominant dans l'unification car elle seule pouvait s'opposer à l'influence de la France ou de la Russie. Le livre poursuit en détaillant le rôle de la Prusse dans la guerre napoléonienne, dans la création de l'unité économique et dans l'unification des Allemands sous le même drapeau après 1871,,. C'est le rôle des historiens nationalistes d'écrire l'histoire d'une nation mais cela signifie voir le passé d'une nation avec l'histoire nationaliste en tête. Le processus d'écriture de l'histoire est en effet un processus comprenant à la fois le souvenir et l'oubli.

## Historiographie moderne
Une des grandes questions liées à l'unification allemande est celle de savoir si Otto von Bismarck avait ou non un plan défini depuis le départ. Otto Pflanze pense qu'il avait un plan, il parle d'une « stratégie des alternatives », c'est-à-dire qu'il avait pensé à différents cours possibles pour les événements et s'était préparé à y répondre. A. J. P. Taylor considère que le chancelier n'avait pas de plan. Quant à Thomas Nipperdey, il suppose certes que Bismarck n'avait pas de « grand plan », mais qu'il voyait clair au milieu des multiples inconnues politiques et avait toujours un coup d'avance. Une autre question connexe est de savoir si Otto von Bismarck était indispensable à l'unification : est-ce qu'un autre homme d'État y serait également parvenu ? Des historiens comme Wolfgang J. Mommsen ou Edgar Feuchtwanger pensent que son action a été déterminante,, tandis que d'autres comme Hagen Schulze, David Blackbourn ou Stefan Berger,, mettent en avant les causes sociales-culturelles, qui rendaient l'unification inévitable. Une question liée est de savoir si le Zollverein a permis à la Prusse d'imposer la solution petite-allemande, comme cela a été la thèse de Treitschke, indiscutée jusque dans les années 1940, ou si son rôle dans le processus d'unification a été exagéré.
La théorie dite du Sonderweg est évoquée dans la partie Analyse rétrospective de 1848 et du parlement de Francfort.